# Musée de Bretagne
Le musée de Bretagne est un musée de société et d'histoire installé depuis 2006 aux Champs libres, entre la gare et le centre-ville de Rennes, dans le département français d'Ille-et-Vilaine en région Bretagne. Il était situé auparavant au sein du palais universitaire, quai de la Vilaine, avec le musée des Beaux-Arts de Rennes. En 2016, le musée de Bretagne a fêté ses 40 ans et ses 10 années passées au sein des Champs libres.
Il s'agit d'un musée à vocation régionale, qui au cours d'une longue évolution s'est présenté tout d'abord comme un musée d'archéologie et d'ethnologie puis s'est affirmé comme un musée de société.
Conformément à l'appellation Musée de France, il mène des missions d'enrichissement et de conservation du patrimoine, d'étude de valorisation lié à l'histoire de la Bretagne et la société bretonne aujourd'hui. Ses collections regroupent plus de 600 000 documents et objets. Elles sont représentatives du patrimoine breton, des premières traces de l'Homme à nos jours.
Depuis 2007, le musée de Bretagne est labellisé Tourisme et Handicap. Il propose de nombreuses visites commentées, et également des visites LSF et tactiles. Des audioguides sont également proposés.

## Histoire
Les premières collections du musée proviennent des confiscations révolutionnaires de 1794, et notamment du cabinet de curiosités de Christophe-Paul de Robien (1698-1756), président à mortier du Parlement de Bretagne. Elles contiennent des œuvres d'art, d'archéologie, de numismatique, d'histoire naturelle, couvrant le territoire breton, mais également français et des objets ethnographiques extra européens.
Le premier « Musée de Rennes » naît officiellement le 24 vendémiaire an XIV (16 octobre 1805), date à laquelle la municipalité acquiert la pleine propriété des collections saisies,. Elles constituent le socle des musées rennais.

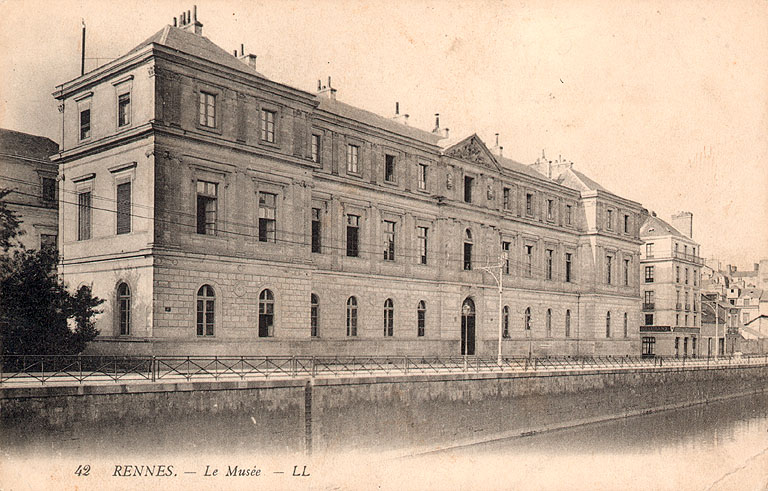
Musées de Rennes, vers 1915 (992.0060.9).

Entre 1805 et 1850, les collections du musée sont déplacées plusieurs fois : de l'église de la Visitation au couvent des Carmélites, puis à l’évêché jusqu'en 1815 ; elles rejoignent ensuite l'hôtel de ville, puis la chapelle de l'école de droit. Un bâtiment destiné aux musées et aux facultés est ensuite construit en 1855, au niveau de l'actuel quai Émile Zola,. Ce bâtiment de style néo-classique est baptisé palais universitaire en 1856. Devenu trop exigu pour les étudiants dès la fin du XIXe siècle, l'édifice est affecté en 1911 au seul Musées de Rennes, consacré principalement aux beaux-arts et à l'archéologie.
Le premier registre d'inventaire répertoriant les objets du musée de Rennes est ouvert en 1845,. La première inscription concerne Des morceaux de chaux romaine mêlés de débris d'écaille d'huîtres, collectés en 1844 sur une petite commune d'Ille-et-Vilaine. Au cours du 19e siècle, une grande importance est portée aux collections archéologiques.
En 1890, débute l'entrée d'objets bretons à l'inventaire. C'est à partir de 1909 que le musée commence à mentionner leur présence à travers un catalogue. La collecte d'objets d'ethnographie bretonne se poursuit dans l'entre-deux guerres, mais de manière moins soutenue que dans les années 1909-1913.

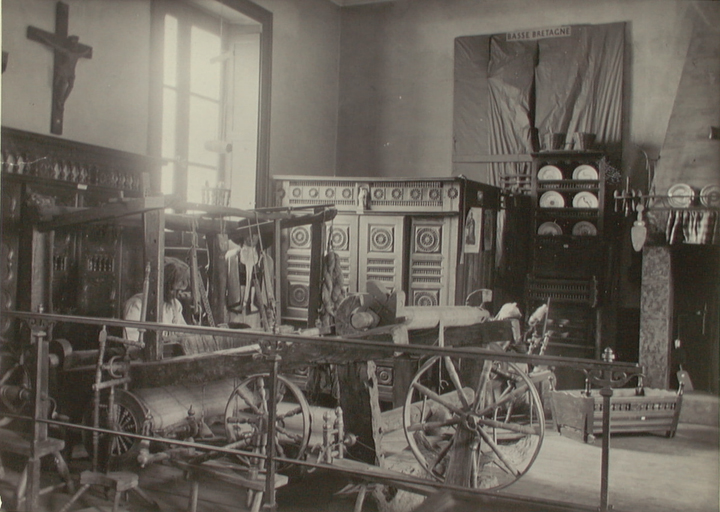
Salle consacrée à la Basse-Bretagne, 1913

La collecte d'objets bretons, soutenue à partir de 1909, aboutit à l'ouverture d'un "Musée breton" en 1913, constitué de deux salles consacrées à l'ethnographie de la région : l'une consacrée à la Haute-Bretagne, l'autre à la Basse-Bretagne.
Après la Seconde Guerre mondiale, les musées d'ethnographie régionale trouvent un nouvel élan grâce à la Direction des musées de France ainsi qu'à Georges Henri Rivière. En 1946, ce dernier propose un projet muséographique axé sur la Bretagne et les pays celtiques à la municipalité,. Il sera concrétisé en 1958 avec le lancement du parcours "histoire de la Bretagne des origines à nos jours" au sein du musée de Rennes.
Entre 1960 et 1975, six salles sont ouvertes et présentent de façon chronologique l'histoire de la Bretagne depuis la préhistoire. En 1975-1976, le musée de Rennes a été partagé en deux, le musée de Bretagne d’une part et le musée des beaux-arts de Rennes d’autre part, chacun étant devenu une structure autonome. Une attribution des fonds a été effectuée entre les deux musées, aboutissant à la rédaction d'un protocole de répartition des collections. C'est à ce moment que débute la rédaction de registres d'inventaire différenciés. Les collections relevant du territoire breton reviennent au musée de Bretagne, hormis quelques exceptions.
En 1978, Jean-Yves Veillard, alors conservateur du musée de Bretagne, visite la ferme de la Bintinais. Il souhaite la transformer en écomusée. Le projet est accepté par la Ville de Rennes, et l'écomusée de la Bintinais ouvre ses portes en 1987. Intégré au musée de Bretagne, il devient le témoin du passé rural et agricole régional. Ses collections sont communes avec le musée de Bretagne.
En 1981, une association des amis du musée de Bretagne est créée : l'ADAMB, association pour le développement des activités du musée de Bretagne. Elle prend le nom d'AMEBB, association des amis du musée et de l’écomusée Bretagne-Bintinais, en 1987, à l'ouverture de l'écomusée de la Bintinais.
Il est décidé en 1987 que le musée de Bretagne, à l'étroit sur les quais de la Vilaine, prendra place dans un nouveau bâtiment.
Le musée, jusqu’alors équipement municipal, est géré par la communauté d'agglomération (aujourd'hui Rennes métropole) depuis 2000.
En 2006, le musée de Bretagne intègre le nouveau bâtiment des Champs Libres, situé près de la gare et du Champ de Mars. Cet équipement a été conçu par l'architecte Christian de Portzamparc. L'emplacement concorde pratiquement avec celui proposé pour accueillir un projet de Palais des musées imaginé dès 1945.

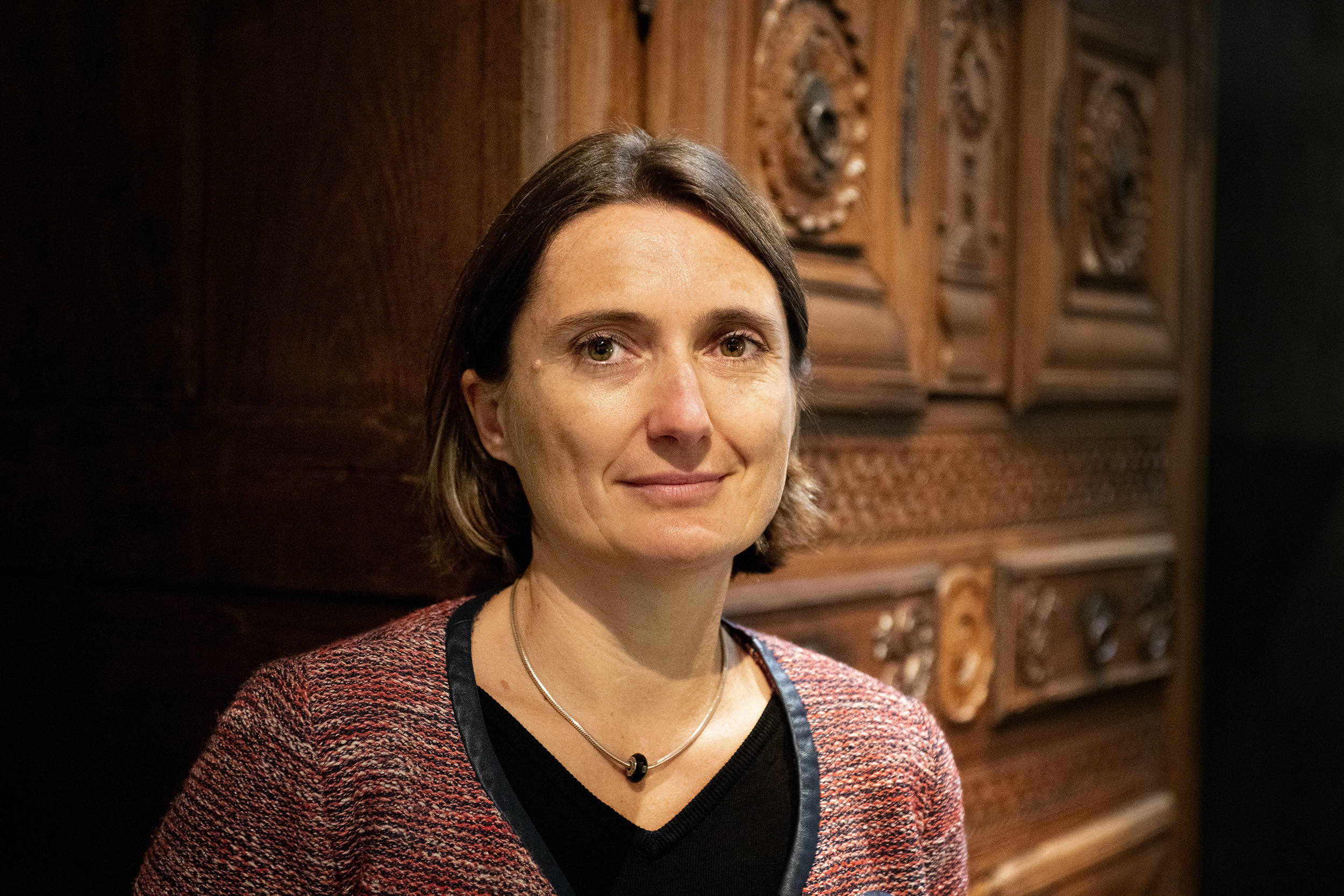
Portrait de Céline Chanas, directrice du musée de Bretagne.

Jean-Yves Veillard a été conservateur, puis directeur du musée (1967-2000). François Hubert (1983-2005), Jean-Paul Le Maguet (2005-2009), Pascal Aumasson (2009-2012) puis Céline Chanas (2012-) lui succèdent.
De 2015 à 2021, le musée de Bretagne a mis en œuvre un nouveau projet scientifique et culturel, visant plusieurs grands chantiers, comme le récolement et d'importants chantiers de numérisation, la création d'un portail des collections en ligne dans le cadre d'une politique d'open content, mais aussi le renouvellement de la programmation des expositions, avec un enjeu fort de déploiement de la photographie. Ce projet a été renouvelé en 2022, dans le cadre du nouveau projet d'établissement des Champs Libres.

## Prix
En 2018, le musée de Bretagne, aux Champs Libres, s'est vu décerner le prix « Patrimoine pour tous » à l’unanimité des membres du jury, sous la présidence de la Ministre de la Culture Françoise Nyssen et en présence de membres d’associations agissant en faveur de l’intégration des personnes en situation de handicap.
En 2018, Rennes Métropole a été primée par les Prix Territoriaux La Gazette-GMF pour son portail de diffusion des collections en ligne « Des collections en partage ». Avec ce site, le musée de Bretagne et l’Écomusée de la Bintinais se sont engagés dans une politique de partage de connaissances en choisissant pour chaque image la licence la plus ouverte possible.
En 2023, Les Champs Libres, dont le Musée de Bretagne et la bibliothèque des Champs Libres, se sont vu décerner le Label Culture Libre, niveau Or, décerné par Wikimédia France,,,.

## Fréquentation
Le graphique qui aurait dû être présenté ici ne peut pas être affiché car il utilise l'ancienne extension Graph, désactivée pour des questions de sécurité. Des indications pour créer un nouveau graphique avec la nouvelle extension Chart sont disponibles ici.

## Collections

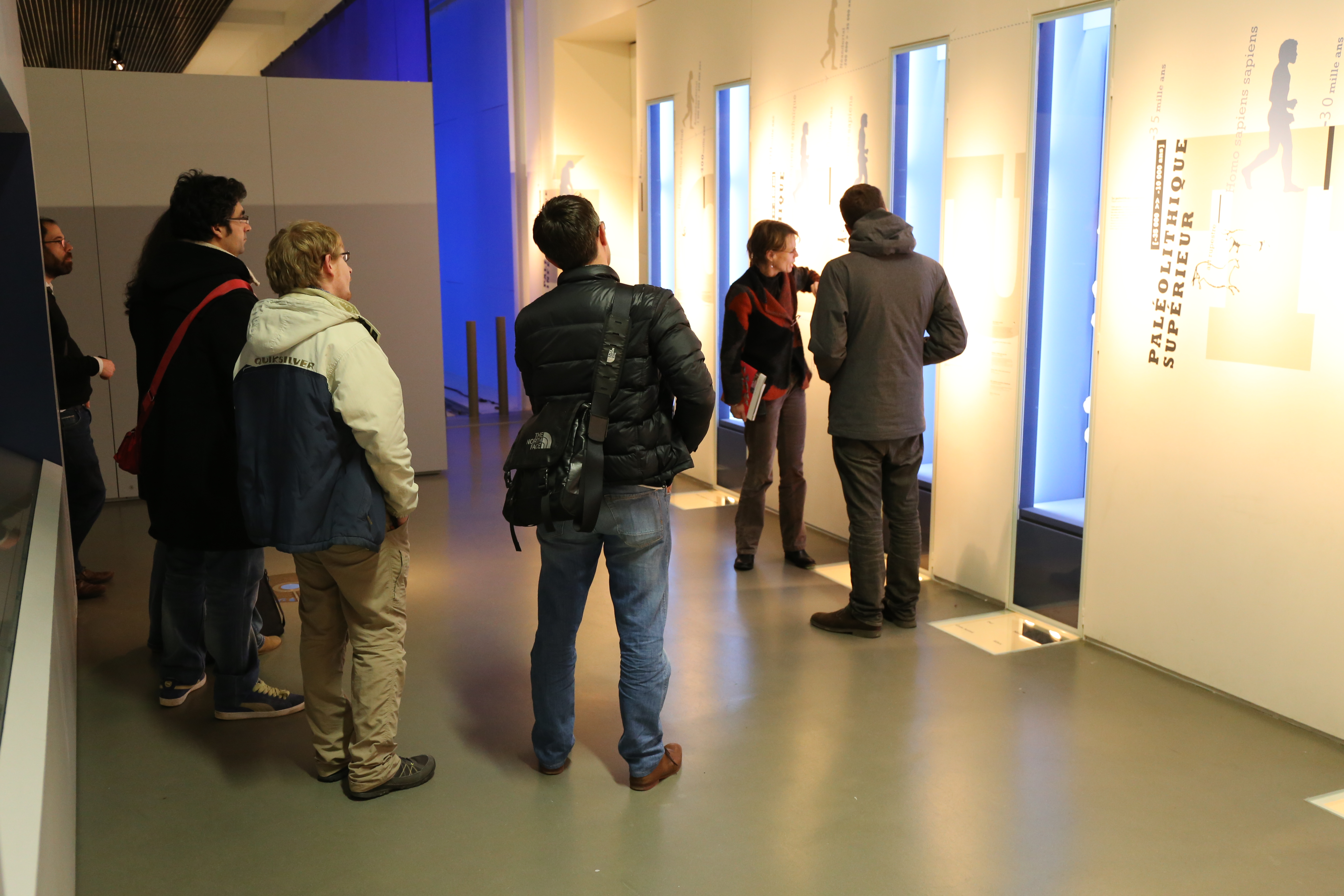
Visite du musée lors d'une wiki-permanence

Les collections du musée de Bretagne s'articulent autour de l'histoire de la région, incluant des disciplines telles que l'archéologie ou l'ethnographie. Les objets proviennent du territoire historique de la Bretagne, incluant le département de la Loire-Atlantique, bien que les collections qui en sont issues soient moins nombreuses.
Le musée de Bretagne dispose de collections riches de plus de 600 000 objets et documents, dont plus de 400 000 négatifs et tirages photographiques,.
Les collections sont communes avec l'écomusée du pays de Rennes. Le musée de Bretagne en assure la gestion scientifique, documentaire et administrative.
Depuis le 15 septembre 2017, la base des collections en ligne du musée permet de rendre accessibles plus de 170 000 objets et documents, en Marque du domaine public ou sous licence Creative Commons. En 2024, plus de 370 000 items sont accessibles sur ce portail. Le musée de Bretagne dispose également d'un blog, Musée dévoilé, qui traite des nouvelles acquisitions, des différents métiers, etc.

### Collections archéologiques

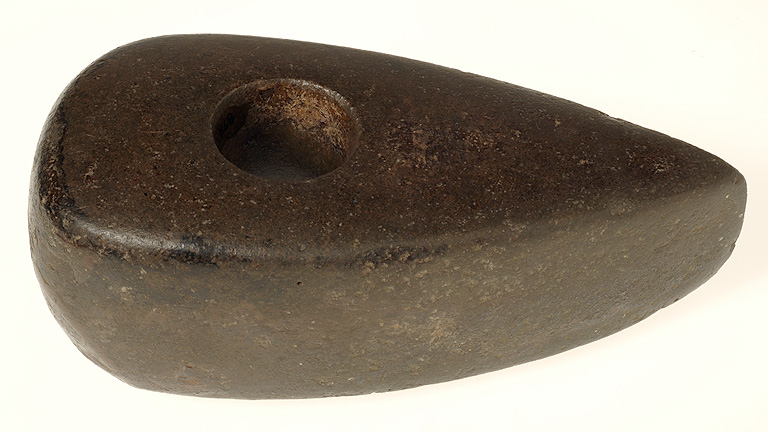
Hache-marteau provenant de Langon (898.0001.1)

Les collections d'archéologie du musée de Bretagne se sont construites à partir de celles de Christophe-Paul de Robien. Du 19e siècle jusqu’à la moitié du 20e siècle, ses collections s'enrichissent au fil des travaux de voirie et des diverses trouvailles apportant de nouvelles pièces aux collections des tessons, d'amphores, des éléments d'architecture, des armes, et des objets du quotidien.
L'archéologie scientifique se développe durant la seconde moitié du 20e siècle, et entraîne l'arrivée au musée de collections plus homogènes provenant de sites fouillés minutieusement, notamment à Rennes et en Ille-et-Vilaine. Des achats ponctuels permettent d'enrichir les collections de pièces plus spécifiques et spectaculaires. Les collections archéologiques du musée des périodes pré-historiques et proto-historiques, ainsi que celles de la période gallo-romaine sont très complètes, mais celles provenant du Moyen Âge et de l'époque moderne sont plus pauvres. Les acquisitions récentes cherchent à diversifier la provenance géographique des pièces, et proviennent notamment du Morbihan et du Finistère.

### Collections numismatiques

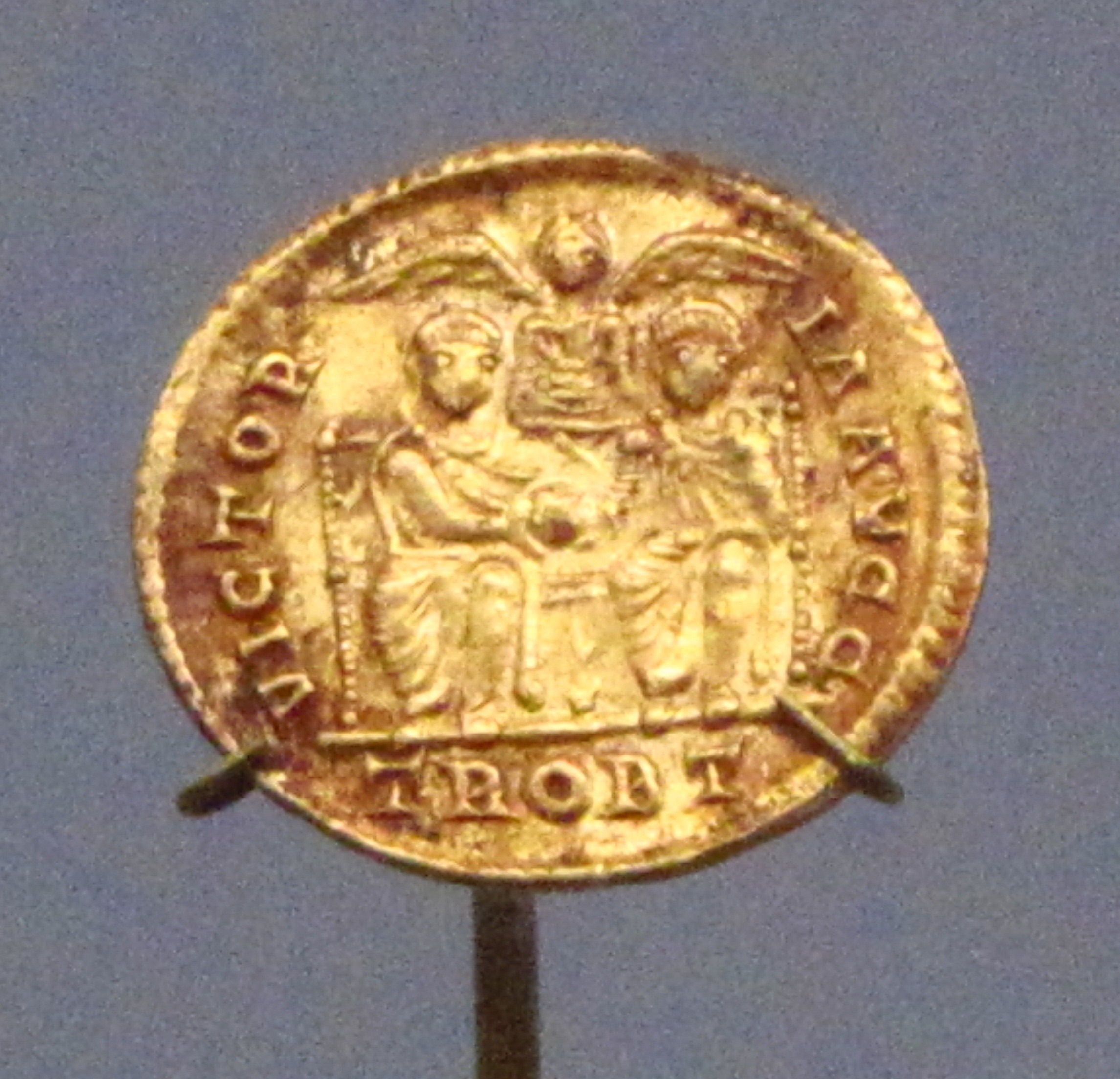
Revers de solidus, avec Valens et Gratien.

Les collections numismatiques du musée de Bretagne sont riches de près de 35 000 monnaies, médailles et jetons. Le fonds numismatique est particulièrement intéressant, en raison de la constance du musée dans sa politique d'acquisition. Les collections de Moët de la Forte-Maison ou Auguste André sont acquises par le musée dans la seconde partie du 19e siècle. En 1881, un trésor dit « trésor de la préfecture » enrichit de 4 000 monnaies romaines le fonds de numismatique. Les monnayages romains et gaulois sont bien représentés. Le fonds médiéval regroupe des monnaies féodales du duché de Bretagne et du royaume de France, et compte quelques pièces prestigieuses comme l'une des cadières d'or d'Anne de Bretagne. Les collections du 16e au 18e siècle, les jetons des institutions d'Ancien Régime et les diverses médailles frappées aux 19e et 20e siècles sont également un objet de curiosité. Une exposition en 1999 Les monnaies celtes du musée de Bretagne et en 2011 Les bretons et l'argent ont mis en avant une partie de ces collections.

### Collections ethnographiques

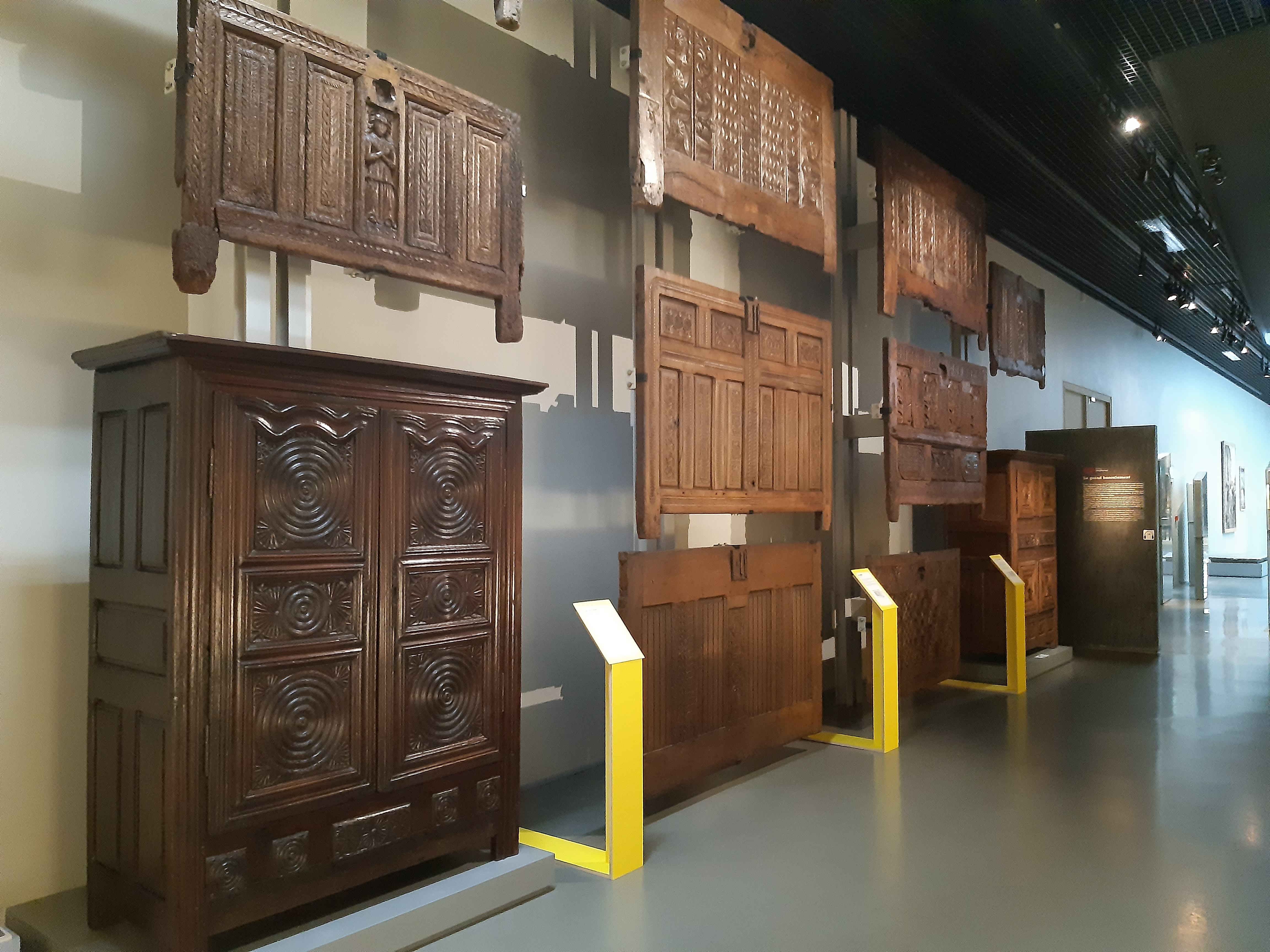
Façades de coffres et armoires

Les collections ethnographiques du musée de Bretagne sont extrêmement diversifiées. Elles incluent des objets de la vie quotidienne, liés à un usage domestique et appartenant à la sphère privée (mobilier, costumes, ustensiles, vaisselle...), mais aussi des objets liés aux usages professionnelles (outils et machines, uniformes de travail…). La constitution des collections ethnographiques du musée s'est faite relativement tardivement, principalement au 20e siècle.
C'est le projet d'ouverture de nouvelles salles consacrées à l'ethnographie bretonne qui a conduit à une recherche assez systématique d'objets, notamment costumes et mobilier. Des nombreuses expositions temporaires du musée ont mis en avant ces collections.

### Collections iconographiques

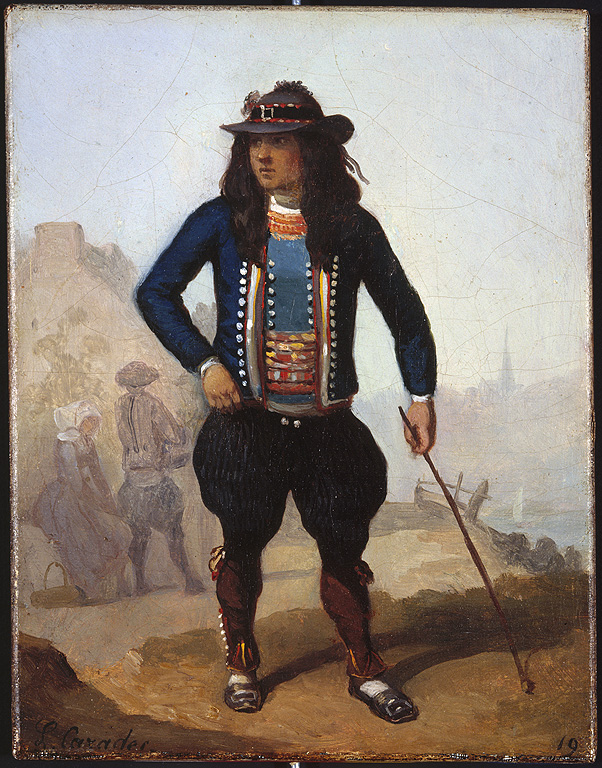
Breton de Ploaré, peinture de Louis Caradec

Le fonds iconographique du musée regroupe des supports et des sujets très divers : dessins, estampes, affiches, cartes et plans, cartes postales, imprimés, photographies (tirages et négatifs) qui reconstituent des pans de l'histoire bretonne,. Ce fonds s'est développé à partir de la collection du marquis de Robien depuis les années 1880. La collection la plus ancienne se structure autour de vues de ville, de monuments, de lieux remarquables, de personnalités aristocratiques, en lien avec la Bretagne. Par la suite, l'iconographie s'est orienté vers la vie sociale, politique et économique de la région, le quotidien. La photographie tient une place considérable au sein de ses collections, avec environ 400 000 négatifs sur verre ou film souple. Le musée s'est lancé dans un vaste chantier de numérisation et d'inventaire de ses fonds.

Le musée a acquis, lors d'une vente aux enchères le 20 novembre 2020 à l'Hôtel des Ventes Drouot, sept négatifs et un positif pour un montant de 33 000 euros,. Ces photographies sur négatif du Finistère et des Côtes-d'Armor sont probablement les plus anciennes de Bretagne. Elles ont été prises entre 1852 et 1853 par le photographe Louis-Rémy Robert. Il en a rapporté une série de calotypes qui vont servir de base à des lithographies réalisées par son gendre Émile van Marcke pour l'illustration d'un atlas publié en 1855. 

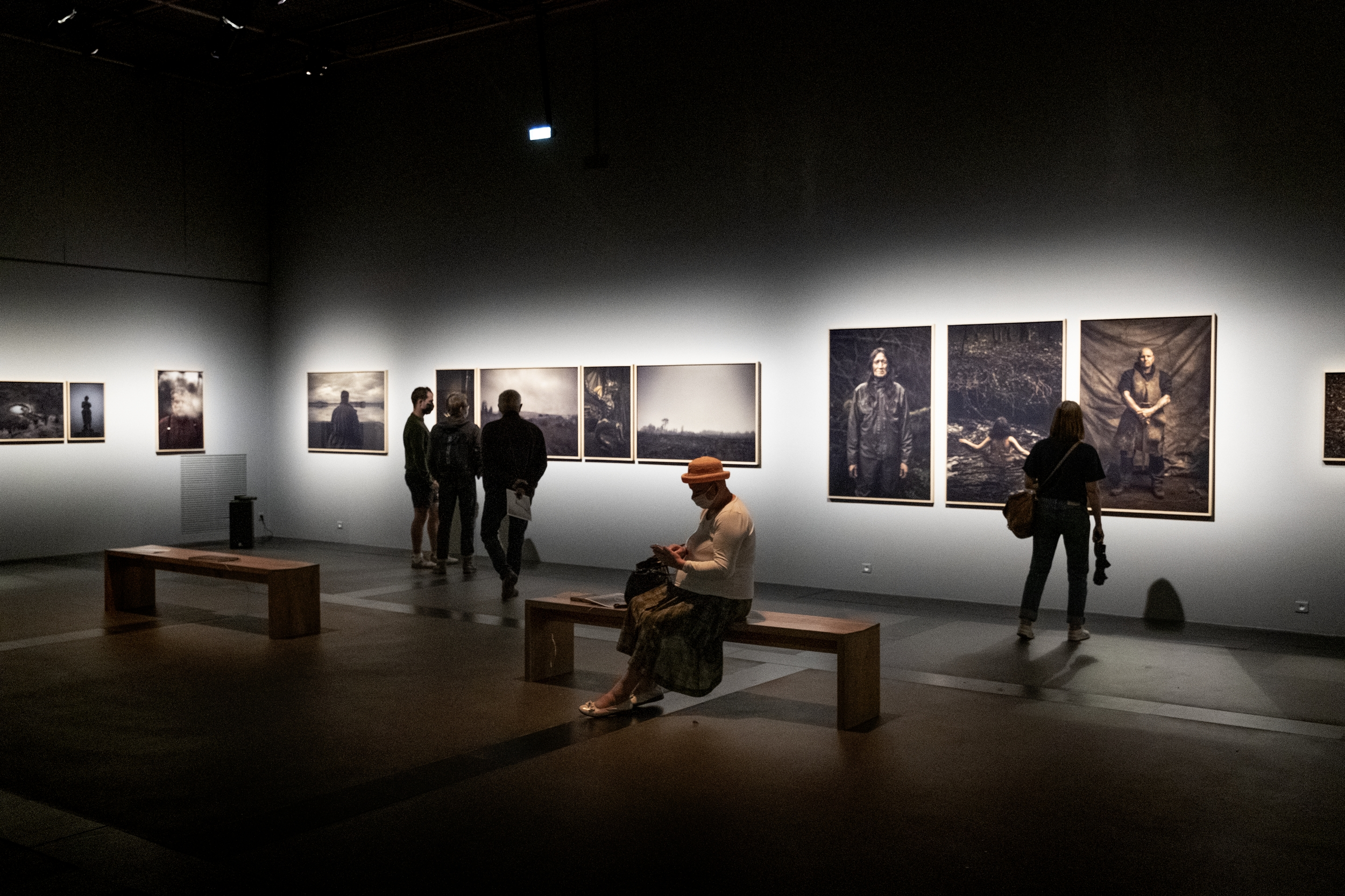
Vue de la scénographie, exposition Western, Les Champs Libres, 2021

Dans le cadre du projet scientifique et culturel 2015-2021, le musée a engagé une nouvelle politique d'acquisitions de photographies auprès de photographes contemporains, bretons ou prenant pour objet photographique la Bretagne. Cet axe d'acquisition s'est déployé de diverses manières, avec des achats de séries, des expositions temporaires, des livres et des résidences de création. Ont ainsi rejoint au titre des collections publiques les photographies de  Charles Fréger en 2015, Dominique Delpoux et Guy Le Querrec en 2018, Mark Neville, Delphine Dauphy et Mark Loyon en 2019, Stéphane Lavoué en 2020, Laurent Bellec en 2021, Alain Amet, Aglaé Bory, Jérome Blin, Nolwen Brod, Richard Dumas en 2022, Mathieu Pernot en 2023.

### Fonds sur l'Affaire Dreyfus

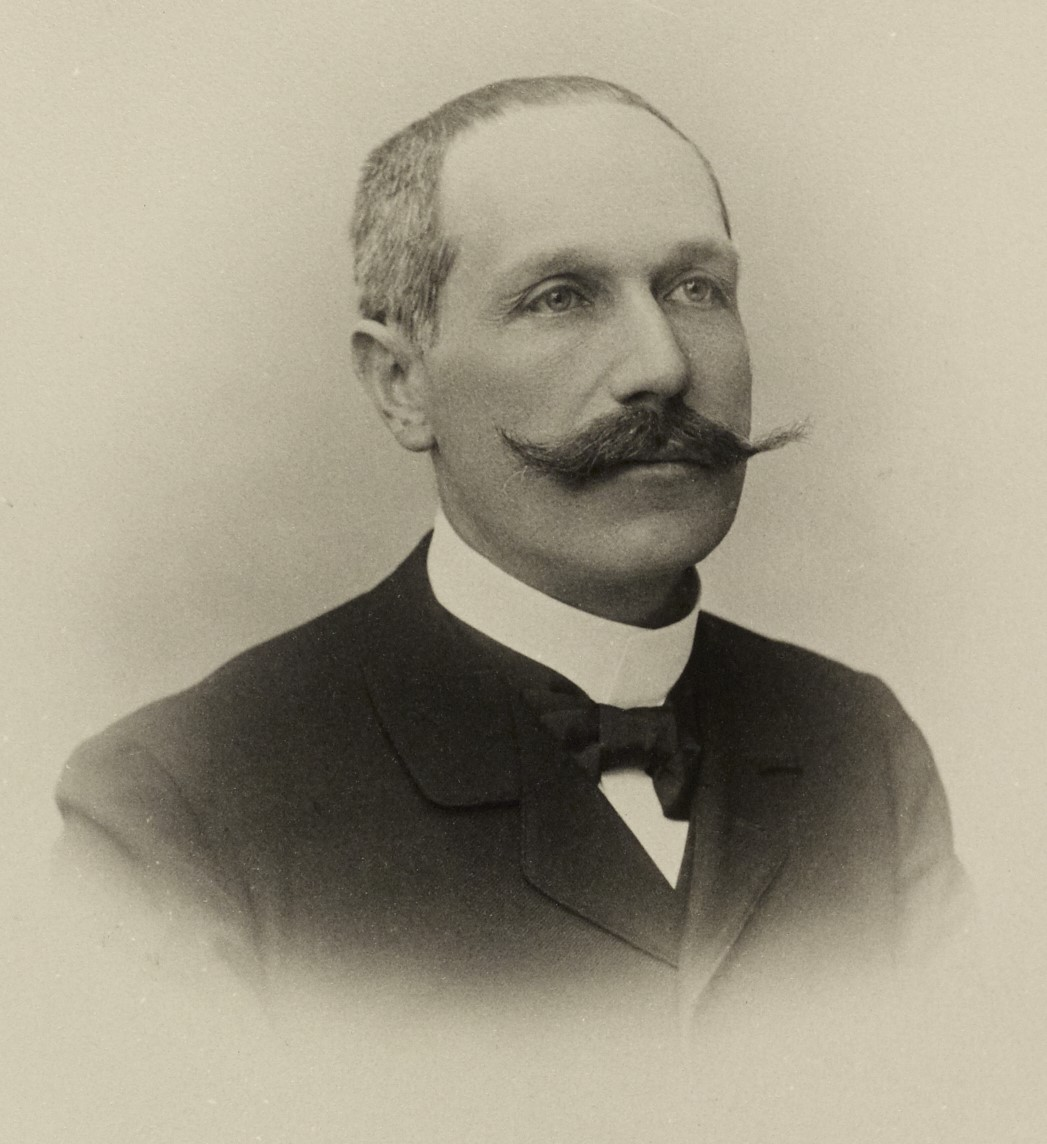
Portrait de Mathieu Dreyfus, frère d'Alfred.

Le second procès du capitaine Alfred Dreyfus a eu lieu lors de l'été 1899 à Rennes, dans le lycée Zola, proche du musée. Ce procès divise la France et suscite un intérêt national et international, et retient l'intérêt du conservateur du musée, qui réunit à cette occasion un petit fonds composé d'articles de presse et de documents iconographiques. À la suite de l'exposition « L'Affaire Dreyfus, une affaire toujours actuelle » (1973), Jeanne Lévy, la fille d'Alfred et Lucie Dreyfus, effectue une donation conséquente : 4 500 pièces dont des cartes postales, des photographies, des dessins, certaines pièces uniques, notamment un ensemble exceptionnel de correspondances adressées à ses parents. Elle sera suivie par d'autres dons familiaux et des achats auprès de collectionneurs ou en ventes publiques. Le fonds ainsi constitué regroupe environ 8 000 pièces, et comporte une très abondante correspondance, des photographies, articles, et quelques objets.

### Fonds sur Paul Gruyer
Le Musée de Bretagne a numérisé l’intégralité du fonds photographique de l'écrivain, traducteur, historien, critique d'art et photographe-illustrateur Paul Gruyer dont il dispose. Regroupant 586 tirages de l’artiste, ce fonds photographique rendu public représente divers aspects de la Bretagne du début du XXe siècle : scènes de la vie quotidienne, portraits de bretons et bretonnes portant la coiffe et le costume de leur terroir, éléments architecturaux et paysages portuaires. Cette mise à disposition numérique contribue à la redécouverte et à l'étude de son œuvre dans une perspective historiographique et ethnographique.

### Valorisation du fonds en ligne

#### La collection "La face cachée de l'image" sur le blog KuB

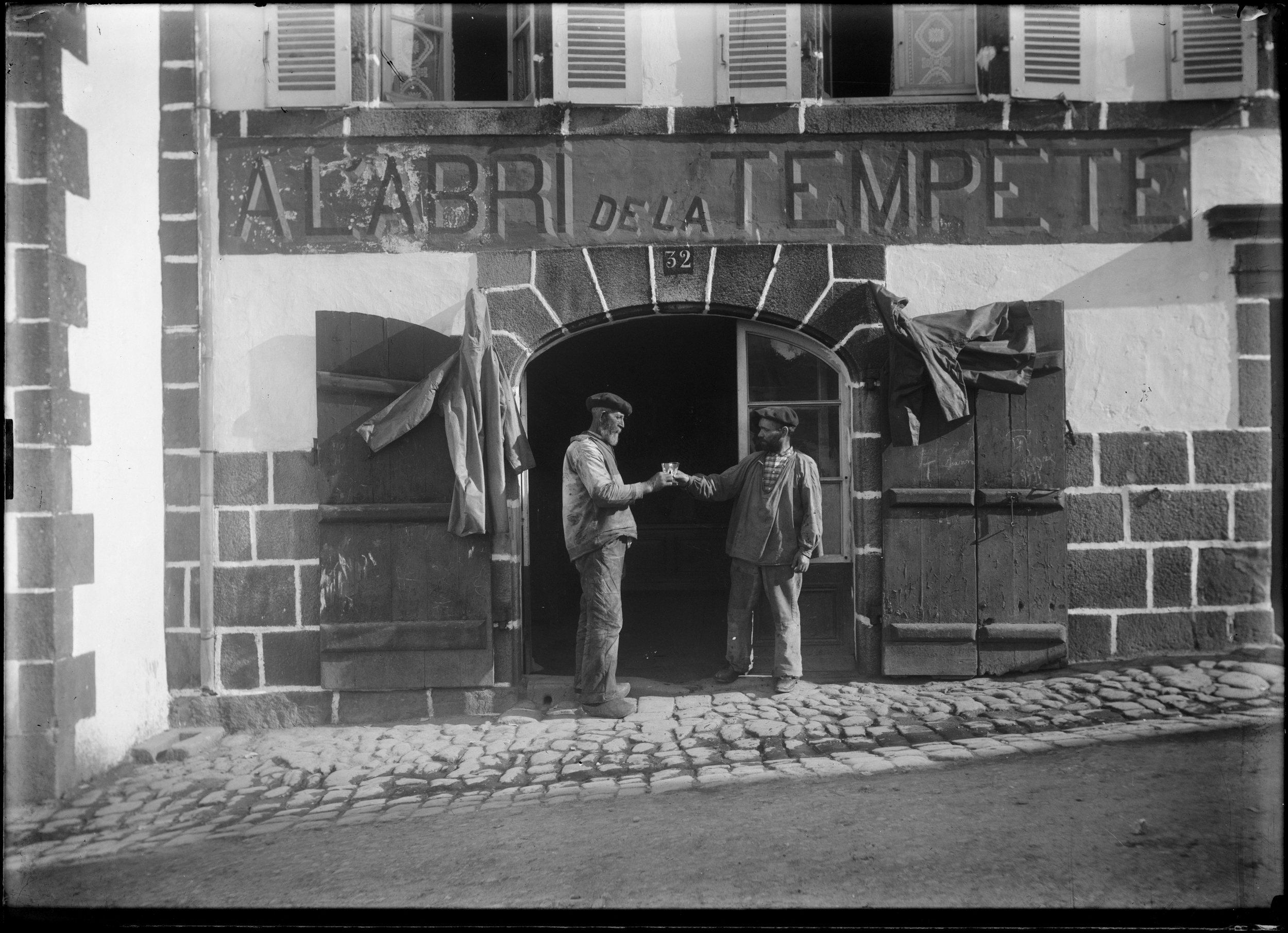
Paul Gruyer, "À l'abri de la tempête, Douarnenez", vers 1900.

En collaboration avec Les Champs Libres et le Musée de Bretagne, une page consacrée à la photographie a été créée sur le blog KuB. Elle présente une collection de douze clichés et une série de vidéos issues du fonds photographique du musée et est intitulée « La face cachée de l'image ». La photographie de Paul Gruyer expliquée en vidéo est intitulée "À l'abri de la tempête, Douarnenez", montrant deux marins-pêcheurs en train de partager un verre devant l'enseigne d'un bistrot de Douarnenez. Une image d'archive qui constitue un témoignage de la Bretagne traditionnelle, et de l'intérêt particulier de Paul Gruyer pour les pratiques sociales et les professions maritimes.

#### Le site web des Champs Libres
Le site des Champs Libres, institution abritant le Musée de Bretagne, propose dans sa section « Portraits de photographes » un article consacré à Paul Gruyer. Rédigé par Sophie Chmura, historienne de l'art et docteure en histoire, le texte détaille ses multiples facettes d'artiste et auteur, ainsi que ses voyages. Elle évoque également sa collaboration avec Gustave Geffroy pour célébrer la Bretagne, ses publications chez Hachette et ses ouvrages sur le patrimoine architectural breton, constituant ainsi une source de référence pour les chercheurs.

## Expositions

### Expositions temporaires
Les expositions temporaires sont trilingues, en français, anglais, et breton.
Depuis les années 1980, le musée de Bretagne organise des expositions temporaires en collaboration avec d'autres institutions culturelles ou musées bretons. Il dispose, au sein des Champs Libres, de deux salles d'expositions temporaires de 200 et 400 m2. Elles communiquent entre elles, ce qui permet des expositions de 600 m2. La programmation des expositions temporaires couvre un panel de sujets très diversifiés, dans une approche pluridisciplinaire, faisant souvent des ponts entre mise en perspective historique et actualité d'un sujet de société. La plupart des expositions sont accompagnées de publications allant du catalogue au journal d'exposition.

### L'exposition «Une histoire de Bretagne»
Cette exposition, dite de référence, est trilingue français-anglais-breton.
Son titre initial Bretagne est Univers a été donné par Jean-Yves Veillard, alors directeur du musée de Bretagne. Il provient d'un poème de Saint-Pol-Roux (1861-1940).
Le parcours de plus de 1 900 m2 présente l'histoire et la culture bretonne à travers 2 300 objets.
Cette exposition souhaite présenter la singularité de la Bretagne dans ses dimensions universelles. Elle montre également l'alternance de périodes d'isolement et d'ouverture au monde, et les conséquences de ces dernières sur le développement de la Bretagne.
Un projet d'évolution du parcours est engagé depuis 2022.

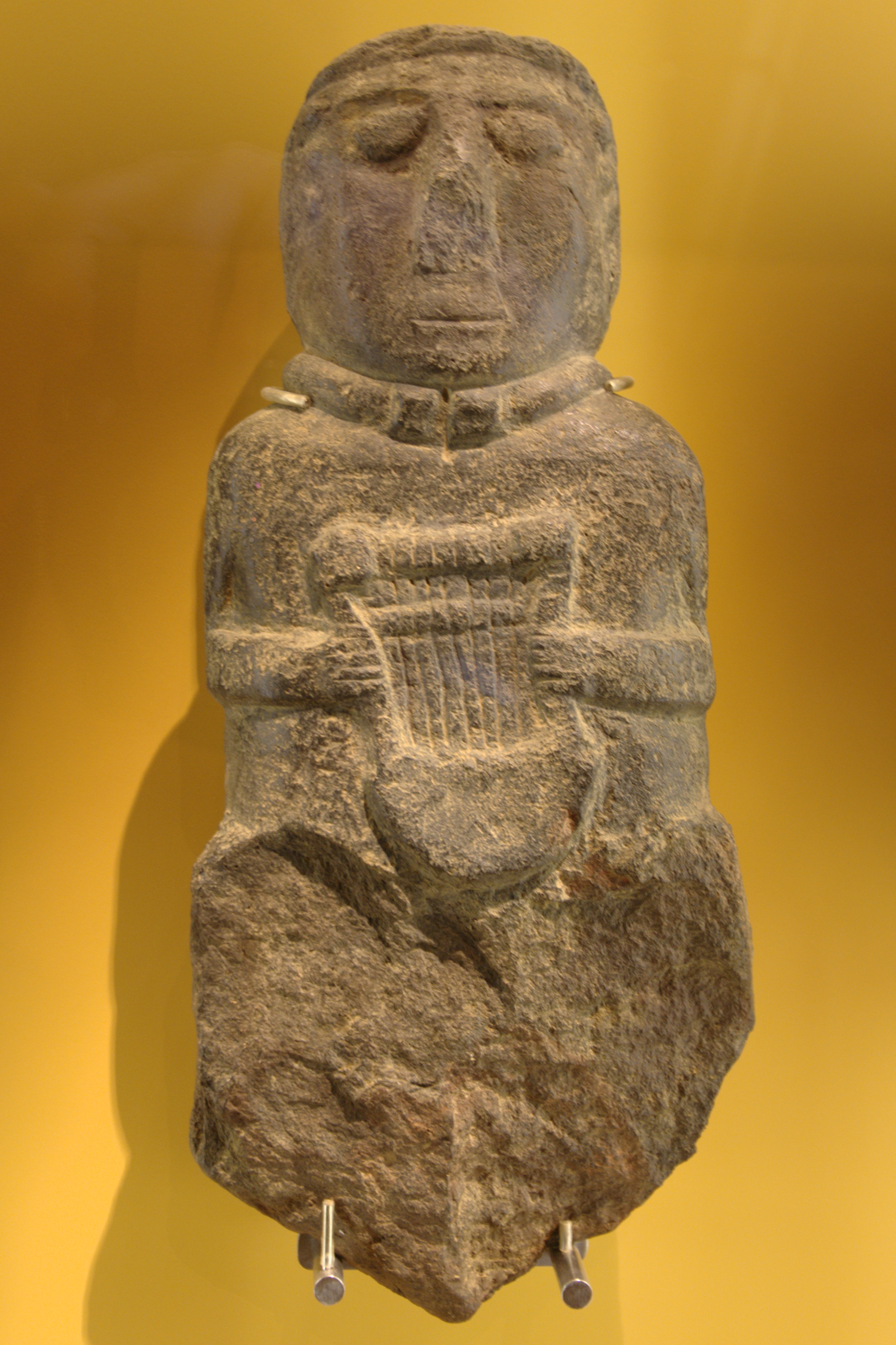
Statue de barde de la forteresse de Paule et datant du second âge du fer (IIe siècle av. J.-C.).
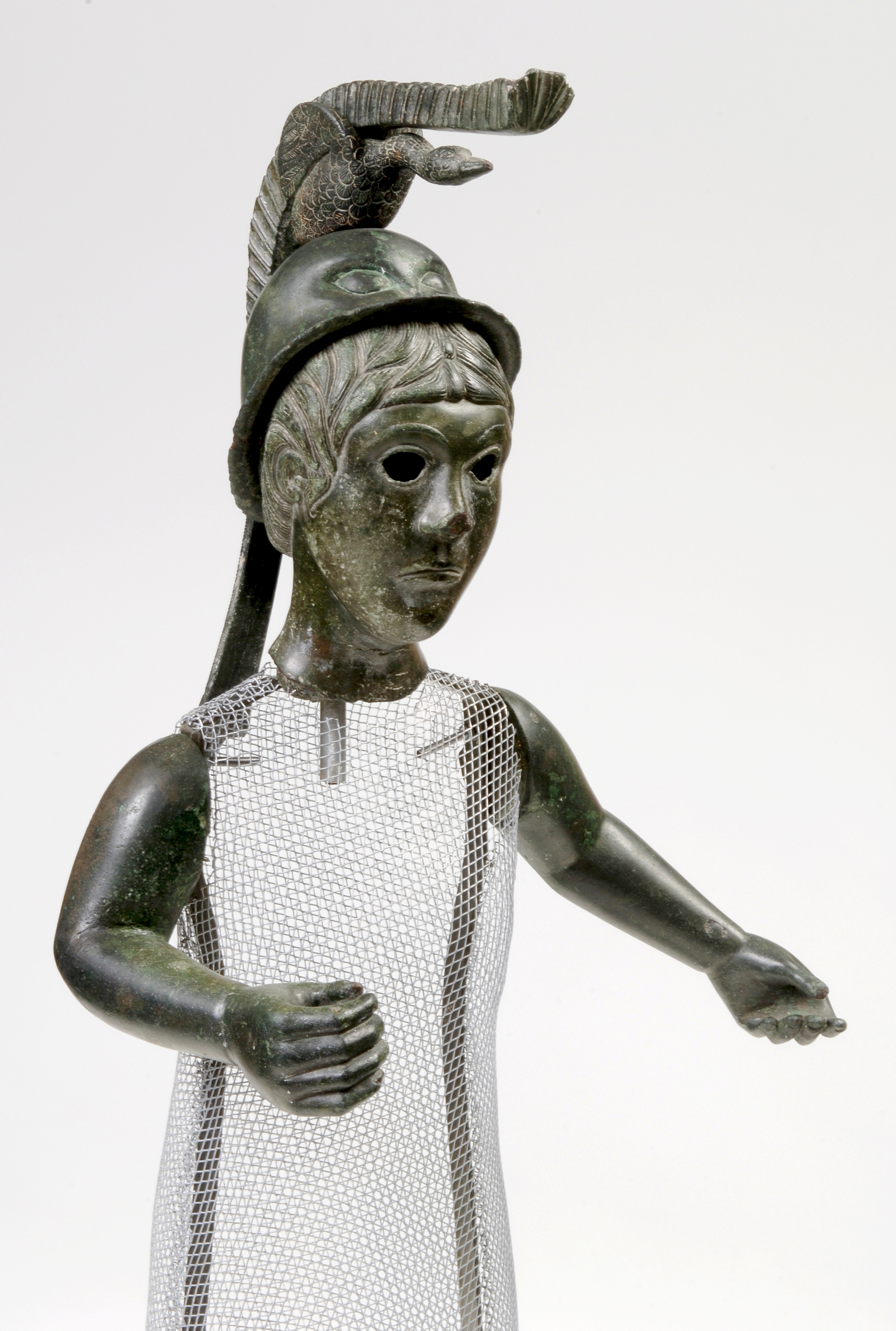
Brigitte du Ménez Hom du Ier siècle.
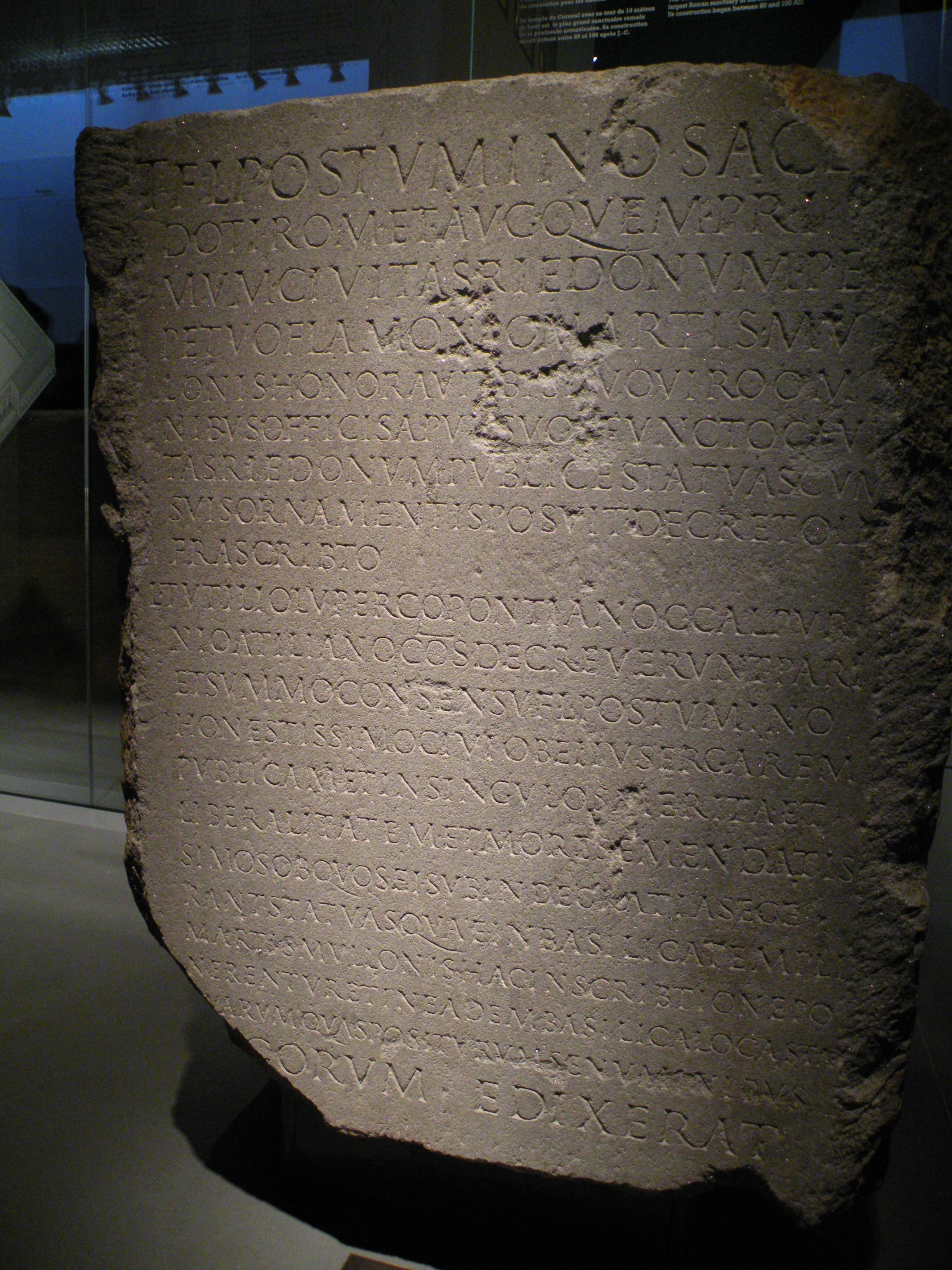
Stèle mentionnant Titus Flavius Postuminus, datée de 135.
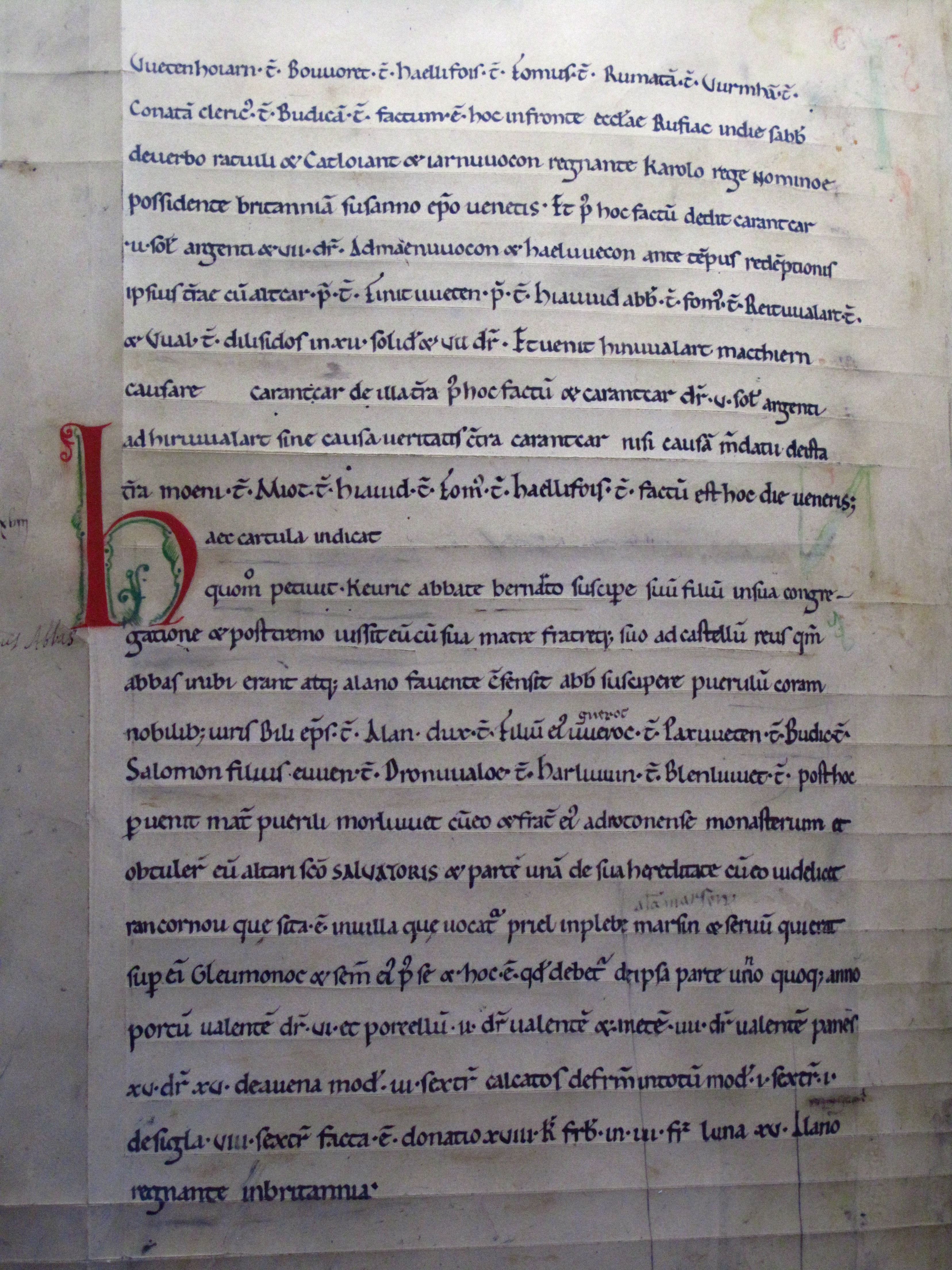
Page du manuscrit du Cartulaire de Redon (VIIIe siècle-XIIe siècle).
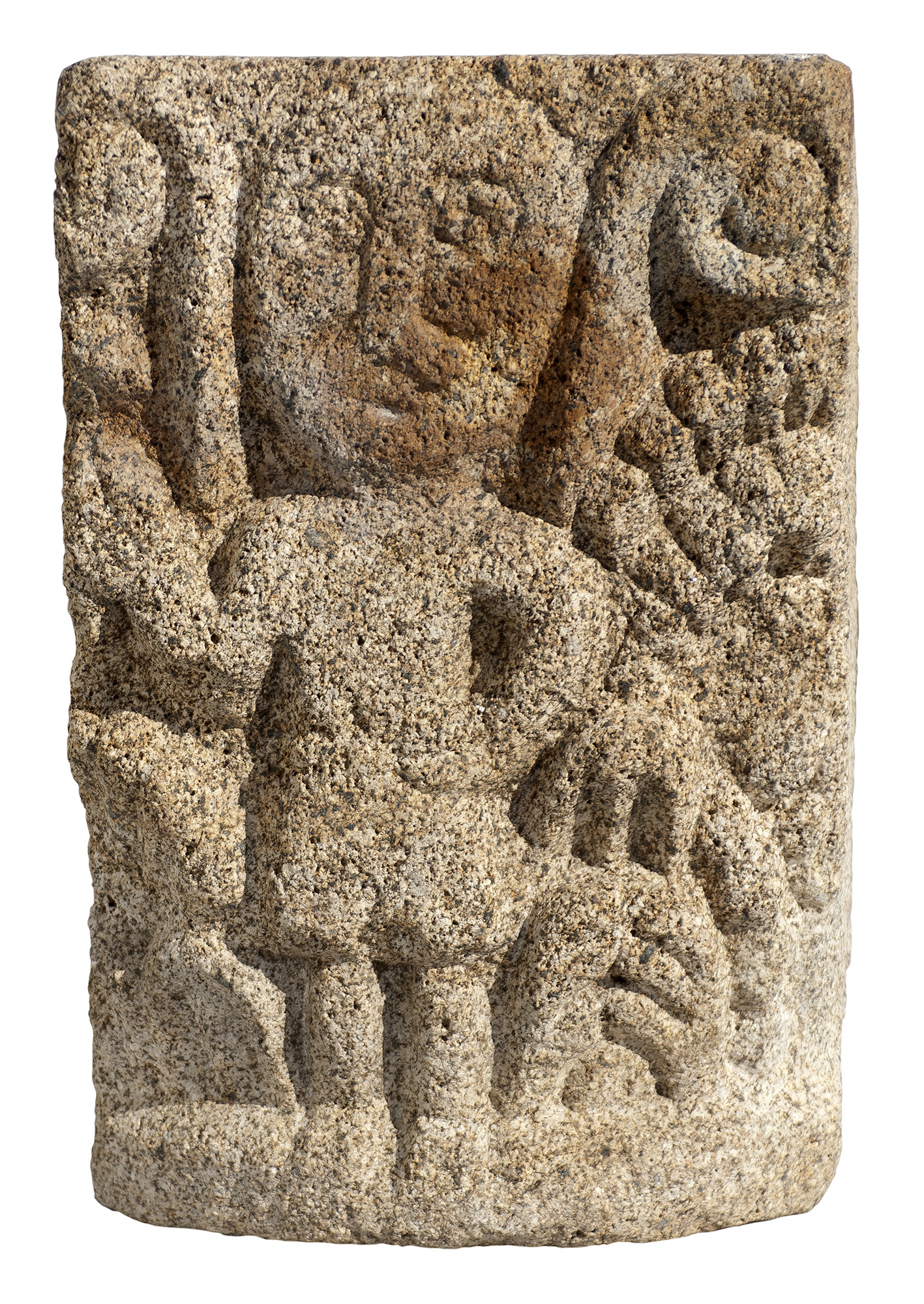
Ancien chapiteau de la basilique Saint-Sauveur de Rennes.
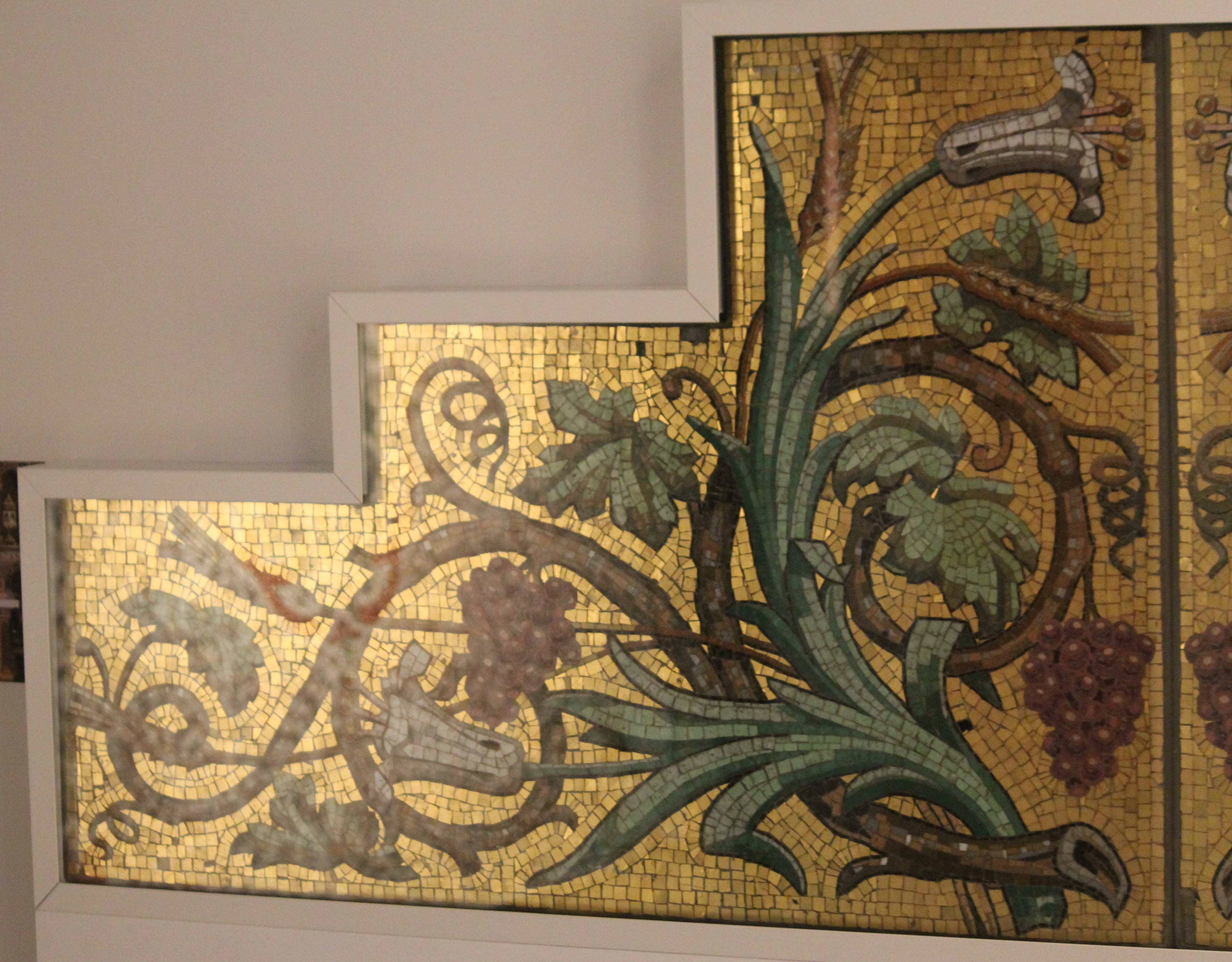
Gradin d'Autel Odorico Isidore père, fin du 19e siècle, Rennes
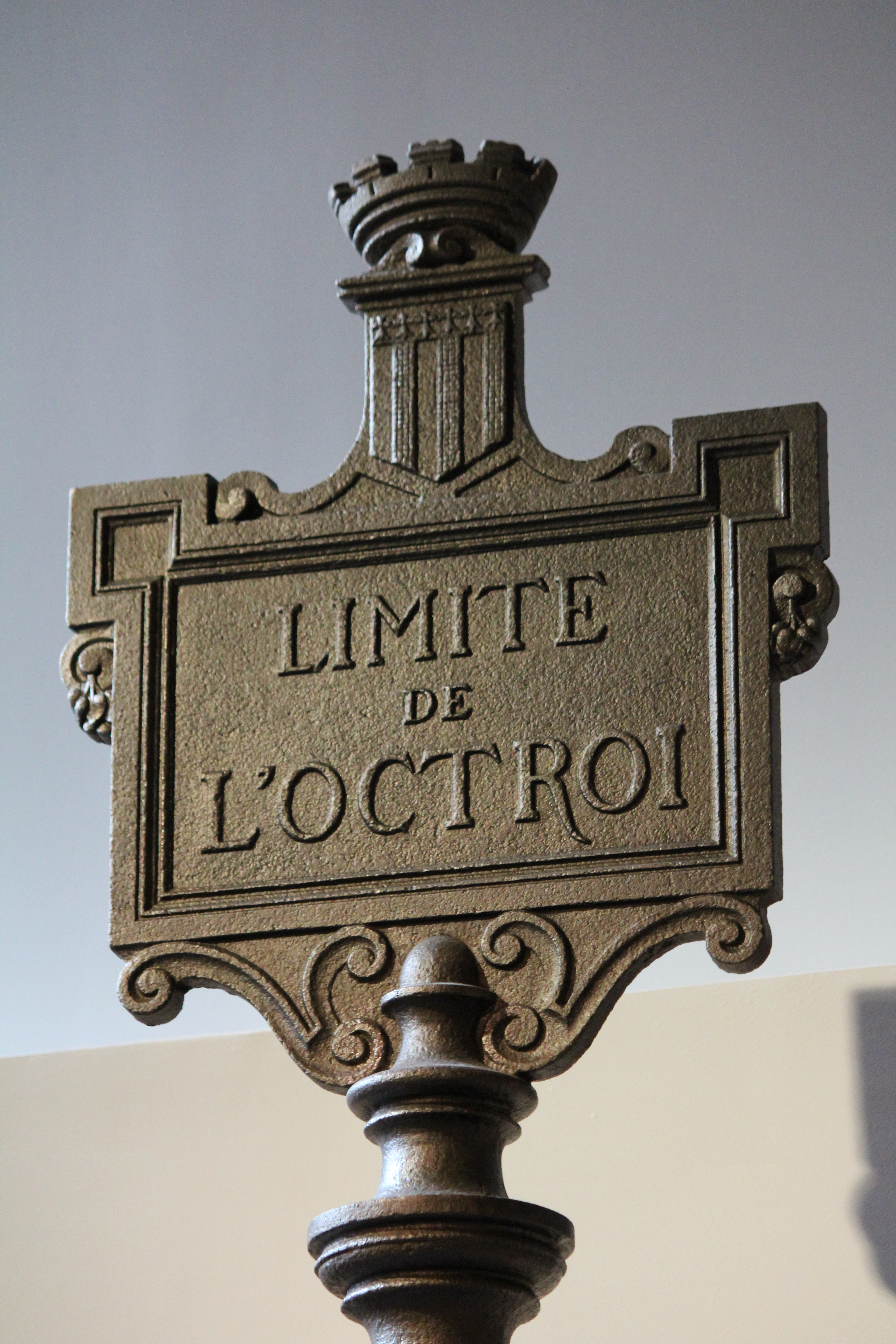
Limite d’octroi, Rennes, début du XXe.

### L'exposition «Reflets de Bretagne», 2013
L'exposition « Reflets de Bretagne » au musée de Bretagne, du 29 juin 2012 au 6 janvier 2013, a mis en lumière l'importante collection photographique du musée, comprenant 400 000 négatifs sur verre et film souple, 13 000 tirages et 80 000 cartes postales des XIXe et XXe siècles.

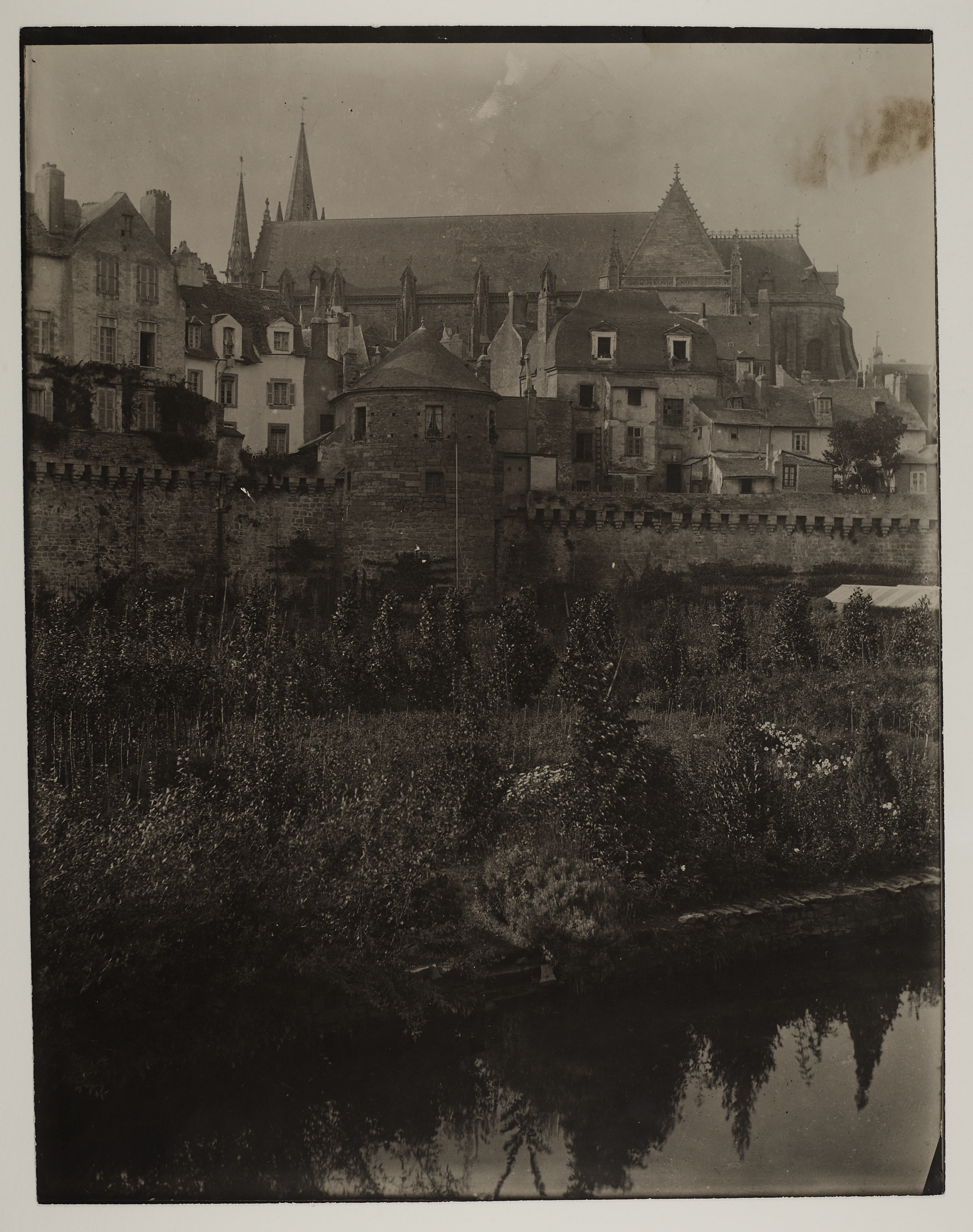
Paul Gruyer, "Vieux remparts de Vannes", vers 1900.

Privilégiant un parcours thématique, l'exposition s'est intéressée aux pratiques sociales en illustrant notamment l'atelier des artistes, les mémoires familiales et les photographies prises à tous les âges de la vie et de la mort, en passant par la photographie militaire. Le catalogue traite quant à lui de tous les thèmes photographiés, allant du paysage à la vie quotidienne, jusqu'aux photographies d'histoire.
Les noms de Paul Gruyer, Constant Puyo, Robert Demachy, Emile Mage ou encore Paul Géniaux, entrent dans les collections du musée de Bretagne par leurs photographies du peuple breton, qualifié d'« exotiques dans leurs costumes colorés », et montrant un « mode de vie “archaïque”, saisi avec plus ou moins de naturel.»
Dans un chapitre intitulé « Zoom sur la ville », les photographies sont présentées comme le témoignage de l'explosion urbaine qui suit la révolution industrielle. Les artistes parcourent la région pour documenter la transformation de diverses villes bretonnes — Lamballe, Morlaix, Brest, Quimper... Parmi les clichés de Jules Duclos, Alfred Bernier, Charles Furne et Charles Barmay, on trouve un tirage argentique de Paul Gruyer montrant les remparts de Vannes, dans le Morbihan du début du XXe siècle.

### L'exposition «Quand l'habit fait le moine», 2014
L’exposition « Quand l’habit fait le moine, tenues de travail en photographie », organisée par le musée de Bretagne s’est tenue du 6 juin au 16 novembre 2014 à Rennes.
Centrée sur le vêtement comme marqueur de statut social et d'appartenance communautaire, l'exposition offre un regard sur les traditions bretonnes et les conditions de travail dans la région entre les XIXe et XXe siècles. Les clichés de Paul Gruyer y ont été exposés aux côtés de ceux de Charles Barmay, Raphaël Binet, Émile Houdus, Joseph Piot, Paul Géniaux, Henri Rault, et bien d'autres photographes.

### L'exposition «Terre-Neuve/ Terre-Neuvas», 2014
Le Musée de Bretagne a organisé l'exposition Terre-Neuve/ Terre-Neuvas du 10 octobre 2013 au 9 novembre 2014, en co-production avec les musées de Saint-Brieuc (Musée d'Art et d'Histoire de Saint-Brieuc), de Saint-Malo (Musée d’Histoire de la Ville et du Pays Malouin) et de Granville (Musée d'Art et d'Histoire de Granville). Cette exposition, qui s'est déplacée dans les quatre villes, était organisée en deux parties, chacune centrée autour d'un groupe en particulier : ceux qui partent en mer, et ceux qui restent à terre. Ainsi, la première partie, intitulée "L'aventure de la pêche morutière", présentée à Rennes et à Saint-Malo, s'est attachée à dépeindre les acteurs de la Grande Pêche, leurs conditions de travail, et a repris l'histoire de ce métier, ainsi que ses caractéristiques. Les commissaires de l'exposition ont également souhaité souligner dans cette première partie l'importance que cette activité de pêche a revêtue pour les territoires au sein desquels elle s'exerçait. Le second volet de l'exposition quant à lui, appelé "Le temps de l'absence", présenté à Saint-Brieuc et à Granville, était consacré à la vie à terre pendant les campagnes de pêche. Il s'est notamment penché sur la place qu'a pu prendre cette activité dans la vie des populations (économie, manifestations populaires, comme le Pardon des Islandais (Paimpol)), ainsi que les représentations (littéraires, comme le roman Pêcheur d'Islande de Pierre Loti, picturales, cinématographiques...) qui ont pu naître en parallèle de cette pêche morutière.

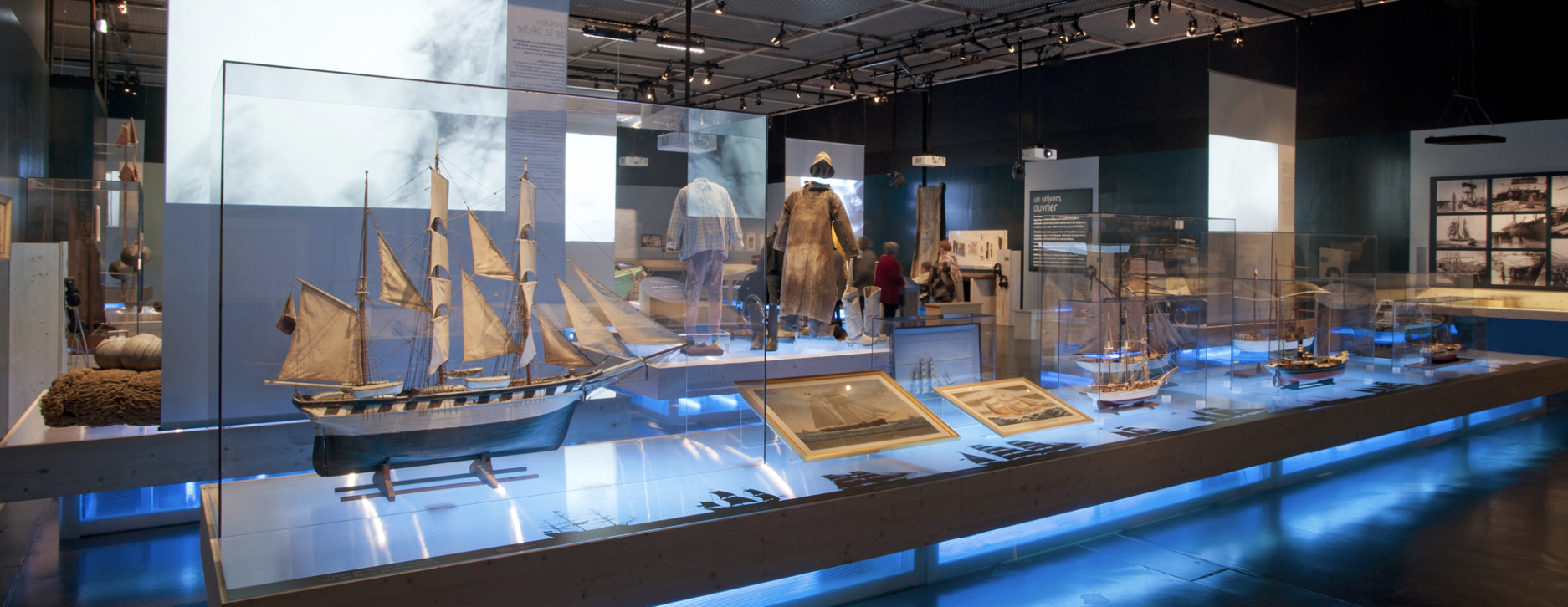
Vue de l'exposition "Terre-Neuve, Terre-Neuvas", Musée de Bretagne, 19 octobre 2013 - 19 avril 2014

Cette exposition a reçu, début 2014, le label "exposition d'intérêt national". Celui-ci a été "créé par le ministère de la Culture en 1999 pour mettre en valeur et soutenir des expositions remarquables organisées par les musées de France dans les différentes régions. [...] [Il] récompense un discours muséal innovant, une approche thématique inédite, une scénographie et un dispositif de médiation ayant pour objectif de toucher les publics les plus variés [...]." L'attribution de ce label à un musée d'histoire et de société est remarquable, comme l'a rappelé l'actuelle directrice du musée de Bretagne, Céline Chanas, dans un article proposant un bilan du projet Terre-Neuve/ Terre-Neuvas, en 2016. Il est du reste intéressant de noter l'attribution d'un tel label à un musée de société, au regard de ses missions d'une part, et de l'ampleur du projet, d'autre part. Selon le Conseil international des musées (ICOM), ce type de musée a pour mission principale de "[...] représenter les sociétés, passées et présentes, à partir de différents points de vue, tout en revendiquant un rôle social et civique au travers de [son] traitement des enjeux contemporains identitaires, culturels, sociaux et environnementaux." L'appellation "musée de société" peut regrouper des institutions diverses, comme les écomusées, ou les musées d'arts et traditions populaires. Ils centrent donc leurs collections et leur réflexion autour de l'Homme, et cela semble être particulièrement sensible dans le cas du Musée de Bretagne et de son exposition Terre-Neuve/ Terre-Neuvas.
En effet, cette exposition, du fait de son ampleur, a eu un impact notable sur le territoire sur lequel elle s'est développée, ainsi que sur la mémoire collective des individus peuplant ce territoire. L'exposition est le fruit d'une collaboration entre quatre institutions culturelles, réparties entre deux régions (Bretagne et Normandie) et trois départements (Ille-et-Vilaine, Côtes d'Armor, Manche). Cette répartition géographique est cohérente avec une partie du territoire sur lequel s'est développée la pêche morutière tout au long des cinq siècles de son existence : "[...] les ports de Saint-Brieuc, Saint-Malo et Granville ont constitué le plus grand bassin d'armement pour la pêche morutière en France." Par ailleurs, l'exposition Terre-Neuve/ Terre-Neuvas a eu un impact fort, notamment sur la mémoire collective. En effet, la pêche morutière représente une part importante de l'histoire de la Bretagne et de la Normandie, et du fait de son arrêt relativement récent, en 1992, beaucoup de ses acteurs sont encore en vie. Il n'est ainsi pas rare de trouver dans les généalogies (plus ou moins récentes) des Bretons et Normands un ou plusieurs Terre-neuvas. Dans cette mesure, l'exposition s'est donc placée à la frontière entre histoire et mémoire : un important travail de collecte a été effectué en amont de l'exposition, puis les objets collectés ont été montrés au sein du parcours. Ce faisant, il est aisé de comprendre comment l'exposition s'inscrit dans la lignée des missions d'un musée d'histoire et de société. Par ailleurs, les quatre institutions partenaires ne sont pas uniquement des musées de société, mais aussi d'art et d'histoire, impliquant une approche pluridisciplinaire et des typologies de publics plus variées. Dans cette mesure, l'association de ces quatre musées est intéressante dans le sens où elle offrait une visibilité accrue à des institutions culturelles d'envergures multiples, tout en tissant le fil d'une mémoire collective vive, qui semble être en cours de construction. C'est d'ailleurs, comme le rappelle Céline Chanas, l'un des objectifs de ce projet :"[...] donner de la visibilité aux quatre musées en invitant les visiteurs à circuler d'une exposition à une autre." En outre, un partenariat avec la SNCF permettait de se rendre dans les différentes villes de l'exposition à un tarif plus avantageux, sur présentation du billet d'entrée. Cela peut notamment expliquer pourquoi c'est un musée situé à l'intérieur des terres qui s'est chargé de chapeauter cette double exposition itinérante.
Ce projet s'est appuyé pour une partie sur la mémoire des individus. Les musées ont ainsi mis à profit leurs collections respectives, mais ils ont également fait appel à des prêts de particuliers, afin d'incarner par l'objet leurs discours scientifique sur l'épopée des Terre-Neuvas. Le recours à des objets issus d'archives privées semble être un ressort de la mémoire collective, surtout lorsque "la moitié des visiteurs indiquent avoir un lien émotionnel ou familial avec le sujet de l'exposition, et plus particulièrement parmi les visiteurs âgés de 60 ans et plus." Ce projet a permis de tisser des liens forts entre l'histoire de la pêche morutière et la mémoire des Terre-Neuvas, qui est récente et entretenue. Ainsi, pendant la durée de l'exposition, de nombreuses soirées-mémoire, organisées en partenariat avec le journal Ouest-France et France Bleu Armorique, ont eu lieu dans plusieurs villes bretonnes, et pas seulement dans les villes des musées partenaires de l'exposition. Par exemple, la ville de Binic proposait, le 23 janvier 2014, une visite guidée des quais de la ville, suivie d'une conférence où d'anciens Terre-Neuvas étaient invités à témoigner.

En parallèle de ces soirées-mémoire, des rencontres avec des spécialistes du sujet ont été organisées, à l'instar de la conférence intitulée "Terre-Neuve, le pain était là-bas", où l'historienne Raymonde Litalien et l'archéologue Peter Pope ont pu partager leurs connaissances avec le public, le 26 octobre 2013, aux Champs Libres de Rennes. De plus, certaines associations sont engagées dans la préservation du patrimoine lié à la pêche morutière et à ses acteurs, et entretiennent de manière notable cette mémoire. On peut notamment citer parmi elles l'association Fécamp Terre-Neuve, créée le 19 janvier 1991, qui mène des recherches en histoire maritime, et l'association Mémoire et Patrimoine des Terre-Neuvas, qui, depuis 2003, sauvegarde et promeut le patrimoine lié à la Grande Pêche. Le Musée de Bretagne a par ailleurs fait appel à cette seconde association, dont l'un des fondateurs, Lionel Martin, a accompagné le projet de l'exposition, en prêtant plusieurs objets aux musées partenaires. Ainsi, l'exposition Terre-Neuve/ Terre-Neuvas a été l'occasion de s'inscrire dans la continuité des recherches et travaux scientifiques menés sur le sujet, et de participer à sa patrimonialisation. Autre preuve de celle-ci, l'adaptation, du 7 octobre 2015 au 26 juin 2016, de l'exposition, au Musée national de la Marine à Paris, sous le titre "Dans les mailles du filet". Présentée comme une exposition d'un intérêt notable, elle retrace l'histoire de la Grande Pêche, ses acteurs et ses représentations, avant de prolonger le propos en entamant une réflexion sur ses enjeux environnementaux.

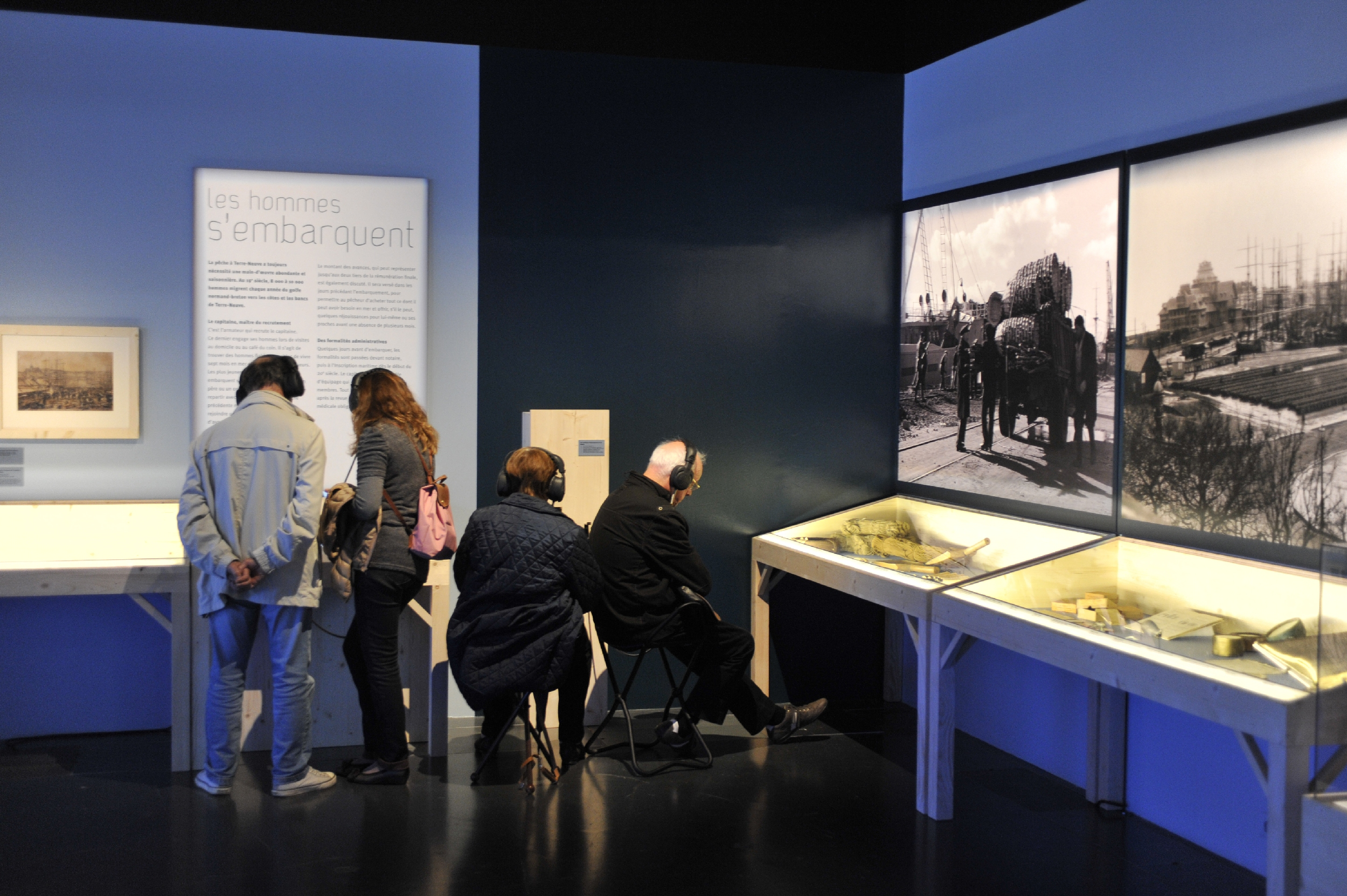
Visiteurs au sein du parcours de l'exposition "Terre-Neuve, Terre-Neuvas", Musée de Bretagne, 2013
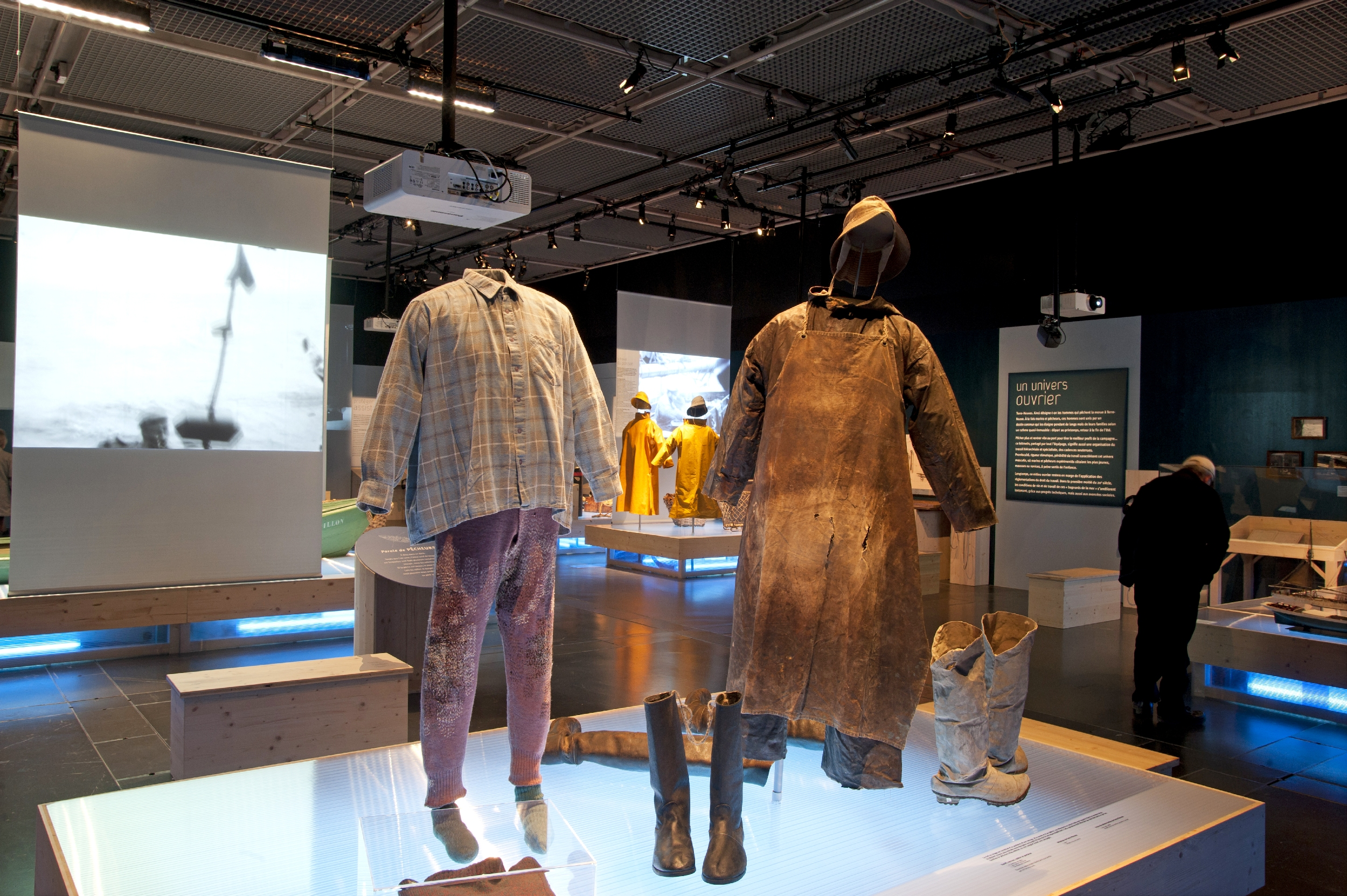
Vue de l'exposition "Terre-Neuve, Terre-Neuvas" (vue de vêtements exposés), Musée de Bretagne, 2013
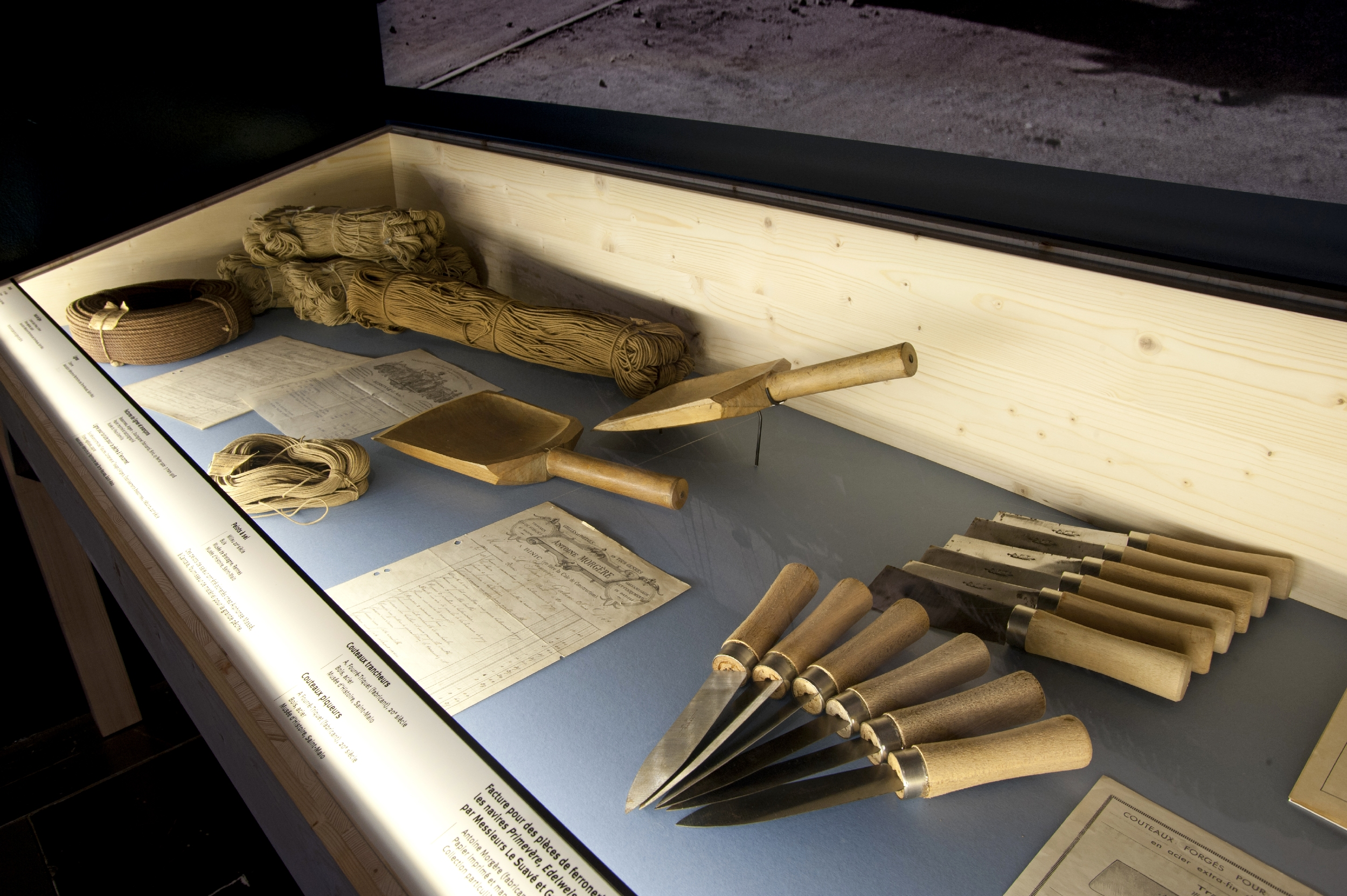
Vitrine de l'exposition "Terre-Neuve, Terre-Neuvas", Musée de Bretagne, 2013
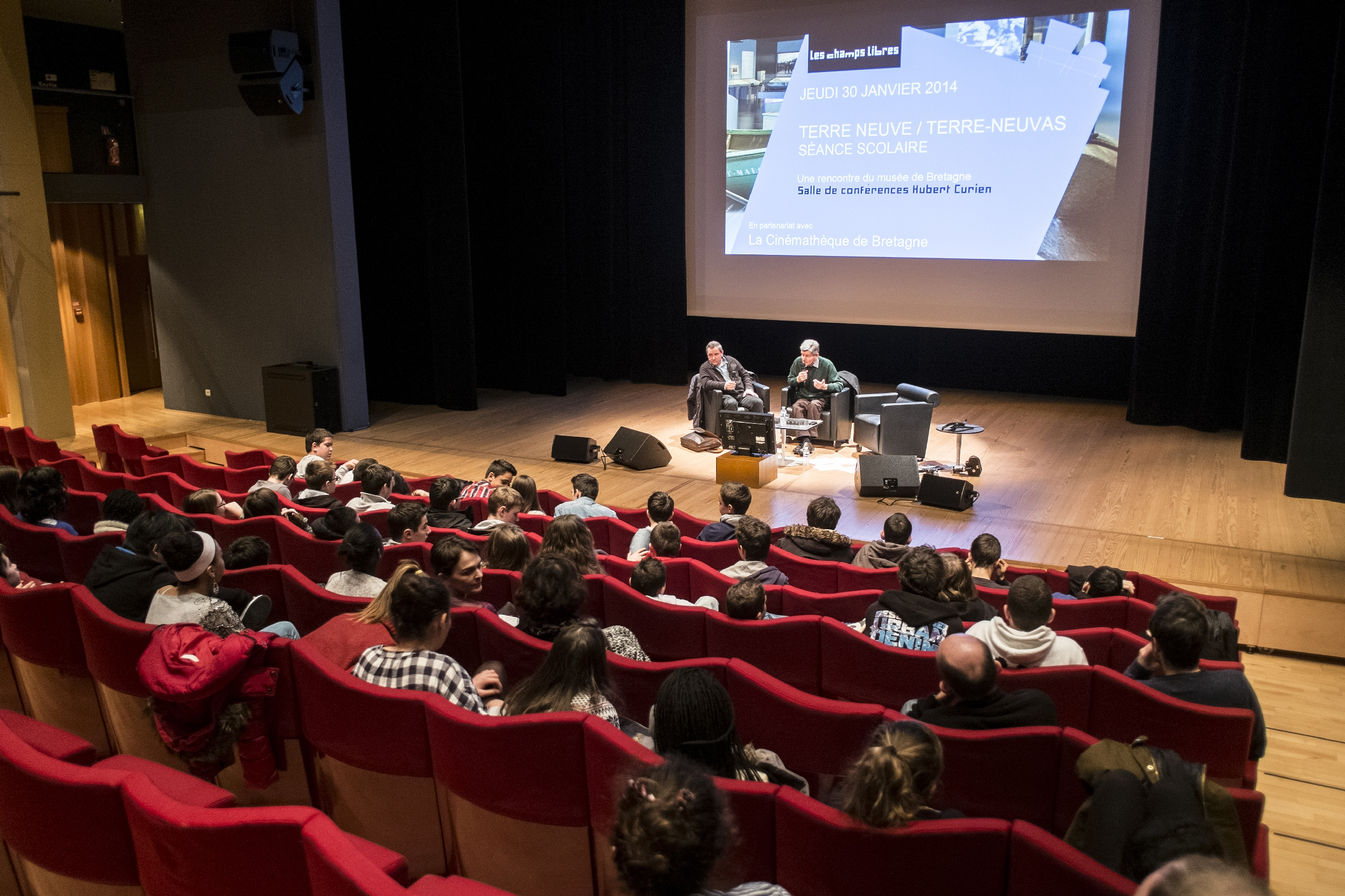
Rencontre entre des Terre-Neuvas et des collégiens, dans le cadre d'une conférence organisée aux Champs Libres de Rennes, 2013.

### Polémiques liées à l'exposition «Celtique?», 2022

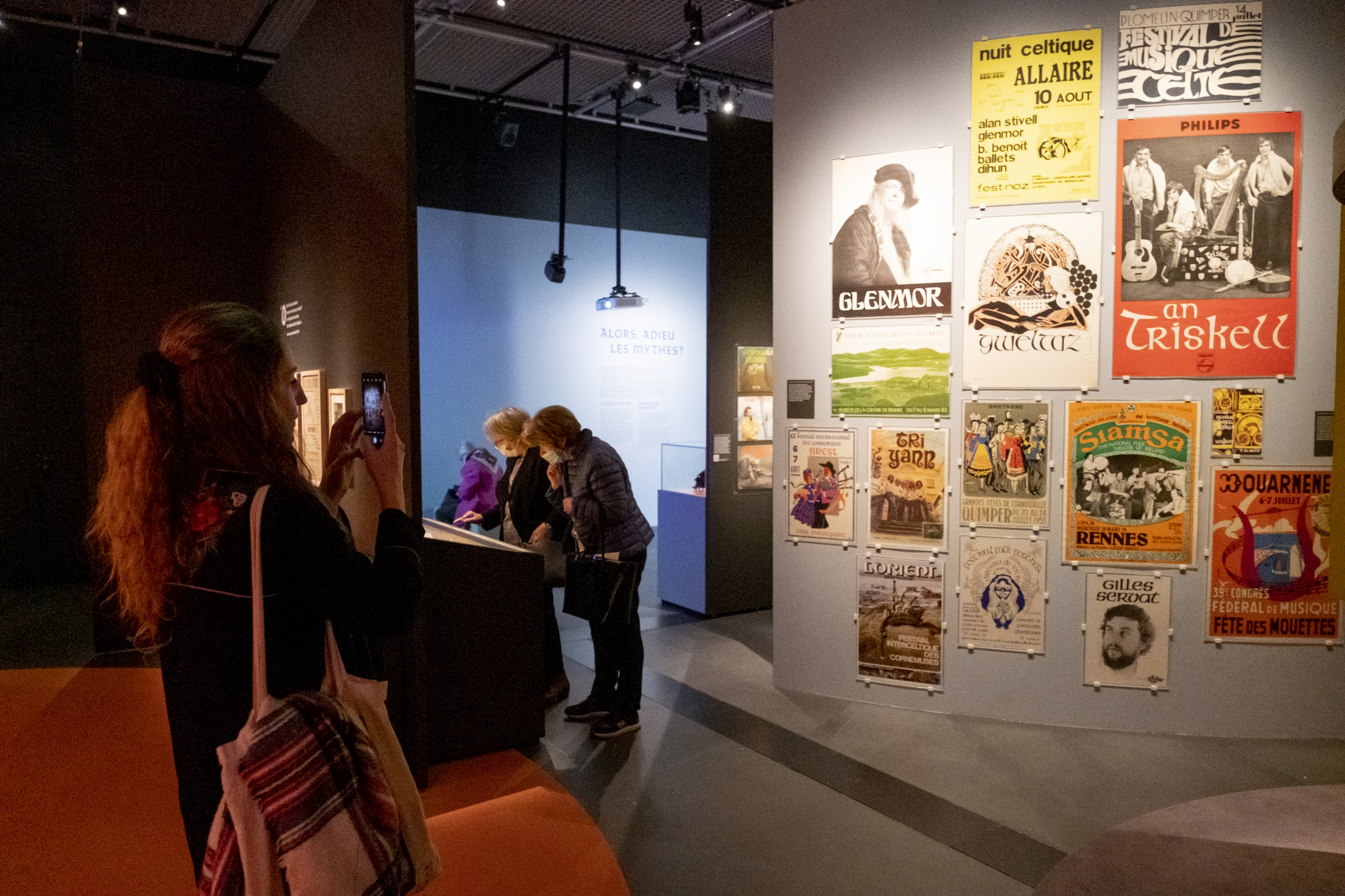
Inauguration de l'exposition "Celtique?" en mars 2022

En 2022, l'exposition temporaire intitulée « Celtique ? », entend questionner l'identité celtique de la Bretagne contemporaine. À partir du foisonnement de références culturelles et populaires, associant voire confondant la Bretagne à tout un univers celtique, il s'agit de comprendre en quoi et pourquoi la Bretagne semble être aujourd'hui le territoire qui a le plus cristallisé l'héritage celtique en France. Après quelques mois, l'exposition provoque la polémique,,,.
Tout commence fin mai, lorsqu'elle est accusée de partialité par son parrain Alan Stivell, qui retire son parrainage,. Deux professeurs à l’université Rennes-II, Ronan Le Coadic, professeur de sociologie, et Hervé Le Bihan, directeur du département de breton et celtique, l'accusent respectivement de « manipulation idéologique »,, et de « manipulation basée sur l’escamotage et souffrant de confusion d’expression [...] bien loin d’un travail scientifique ». Les professeurs critiques font valoir que certains travaux démontrant une filiation linguistique entre le breton et les langues celtiques de l'Antiquité, ainsi qu'une filiation de rites celtiques en Bretagne, ne sont pas pris en compte,. Erwan Chartier-Le Floch, membre du conseil scientifique de l'exposition, auteur d’une thèse consacrée à l’interceltisme contemporain, réclame le retrait de sa contribution au catalogue de l’exposition au mois d'août.
Ces faits suscitent initialement de très faibles réactions publiques. La directrice de l'exposition a fait savoir que celle-ci a été « étoffée » et « mise en perspective » durant l'été 2022,. Puis, l'organisation d'une table ronde consacrée à cette polémique a été proposée à la bibliothèque des Champs Libres, sans être toutefois jamais concrétisée. En septembre 2022, neuf élus de l'UDB et un élu EELV dénoncent la « partialité » de l'exposition. Une publication accompagnant l'exposition "Celtique? La Bretagne et son héritage celtique" paraît en octobre 2022, proposant un regard complémentaire à travers 13 articles, de l'archéologie à la culture contemporaine, et doté d'un préambule de l'enseignant à l'Université Rennes 2 Gauthier Aubert, prenant en compte les réactions à l'exposition. En outre, une trentaine d'historiens de Rennes 2 publient une tribune rappelant que "l'histoire n'est pas un drapeau", elle "n’est pas un savoir figé. Elle ne cesse de se renouveler",. Peu après, le Centre d’Études des Langues, Territoires et Identités Culturelles – Bretagne et Langues Minoritaires (CELTIC-BLM) de l'Université Rennes 2 fait paraitre un communiqué dans lequel il « affirme sa solidarité avec les critiques scientifiques exprimées publiquement à propos de l’exposition « Celtique ? » du Musée de Bretagne de Rennes par plusieurs de ses enseignants-chercheurs ». L'exposition et la publication font l'objet de comptes-rendus dans les Annales de Bretagne et des Pays de l'Ouest par les chercheurs Eva Guillorelet Marcel Calvez. Un an après, le débat continue avec la tenue d'une table-ronde au Festival Interceltique de Lorient le 4 août 2023, démontrant à quel point ce sujet demeure sensible en Bretagne. Le CRBC fait aussi le point sur la question au sein de son séminaire, « La Bretagne et le grand public, récepteurs, passeurs, vulgarisateurs ».

### L'exposition «L'Affaire Dreyfus», 2024

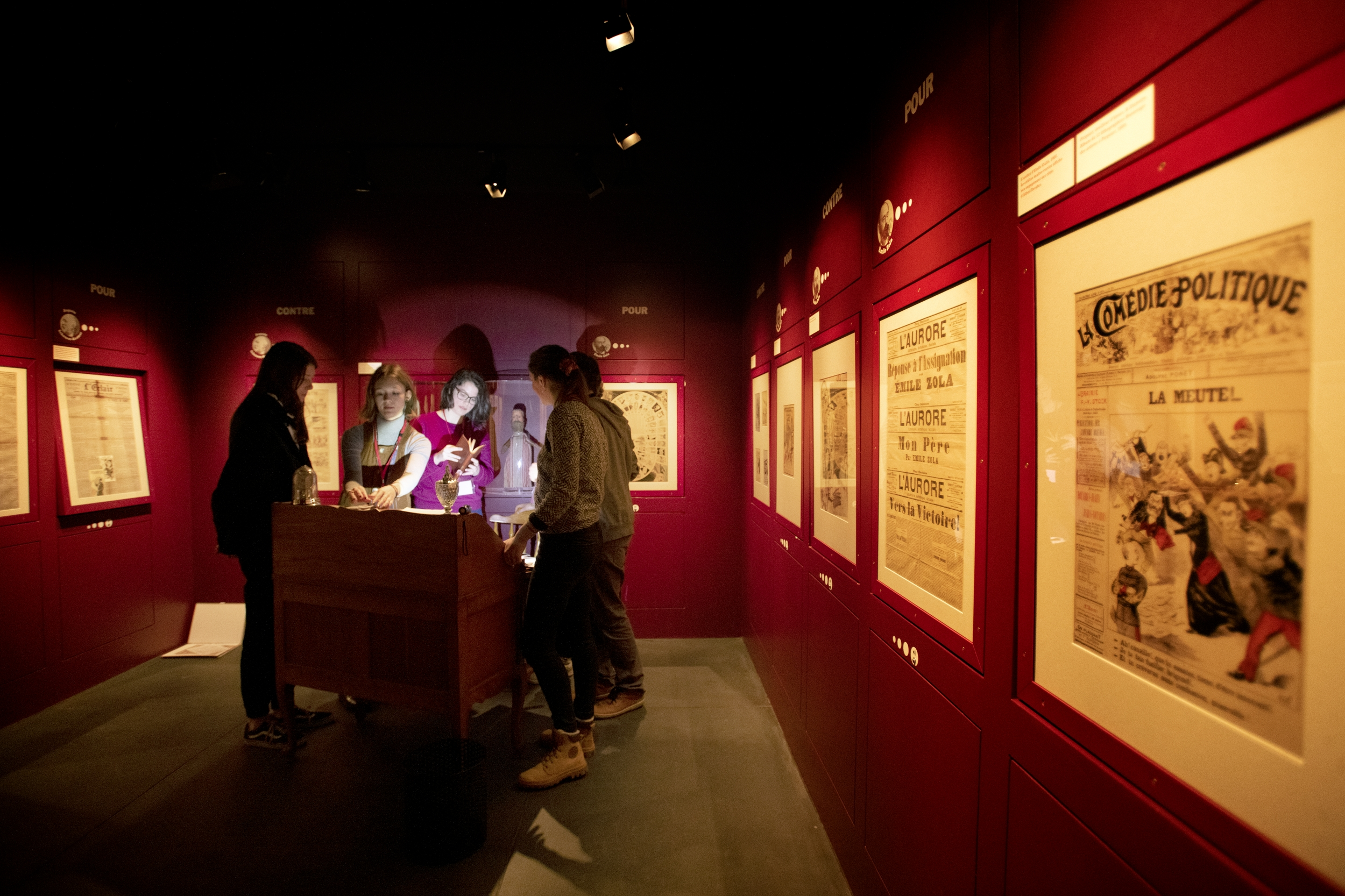
Visiteurs dans le parcours lié à l'Affaire Dreyfus

Le parcours de l'exposition Dreyfus présente l'intimité de cette Affaire. La scénographie met en avant une ambiance carcérale. Les moments importants de l'Affaire et les différents acteurs sont mis en avant lors du parcours, montrant une vue d'ensemble de cette histoire. Un documentaire est projeté au sein de l'exposition et de nombreux objets retracent les faits en présentant les protagonistes et le rôle qu'ils ont tenu. Le parcours montre l'envergure de cette enquête et son influence sur la notion de Droits de l'Homme.

### Ouvrages et articles généraux
- Le Théâtre de Rennes, un monument à découvrir ou à redécouvrir, Rennes, Musée de Bretagne, 1979.
- L'Hôtel Le Gonidec de Traissan, un édifice à découvrir, Rennes, Musée de Bretagne, 1979, 4 p..
- Musée de Bretagne : Catalogue-guide, Rennes, Musée de Bretagne, 1981, 144 p. (BNF 34739030).
- Elsa Chevalier (préf. Alain Croix et François Hubert), Le Musée de Bretagne : Un musée face à son histoire, Rennes, Presses universitaires de Rennes, 2001, 1re éd., 342 p. (ISBN 2-86847-614-7, OCLC 421915717, BNF 37744032).
- Laurence Prod'homme (dir.), Pascal Aumasson, Françoise Berretrot, Fabienne Martin-Adam, Cécile Le Faou, Olivier Barbet, Marie-Noëlle Faulon, Nicolas Thouroude, Françoise Dupuis-Leuzy, Philippe Dagron et Corinne Gallou (préf. Pascal Aumasson, ill. Alain Amet et Pierre Tressos), Objets de l'histoire, mémoire de Bretagne : Les collections du musée de Bretagne, Édilarge - Les Éditions Ouest-France, novembre 2011, 161 p. (ISBN 978-2-7373-5493-9, BNF 42635217).
- Françoise Berretrot, « L'exposition Migrations au musée de Bretagne : les enjeux de la collecte », Revue Migrance : le patrimoine de l'immigration en France et en Europe : enjeu social et culturel,‎ 2013, p.109 -116 (ISSN 1168-0814)
- Musée de Bretagne, Projet scientifique et culturel du musée de Bretagne, Rennes, Métropole de Rennes, 2014, 92 p. (lire en ligne)
- Amélie Ferret, « Mettre en valeur le vêtement régional. Une expérience de médiation numérique au musée de Bretagne. », Apparence(s),‎ 2019 (ISSN 1954-3778, lire en ligne)
- Manon Six, « Expérimenter le tri. Une nouvelle dynamique de gestion des collections au musée de Bretagne », La lettre de l'OCIM, no 196,‎ 2021, p.26-31. (ISSN 0994-1908, lire en ligne)
- Cécile Petit-Vallaud, « Musée de Bretagne. Images d’un temps passé : le monde du travail », ArMen, no 248,‎ 2022, p. 30-41. (ISSN 0297-8644)
- Laurence Prod'homme, « Les collections vestimentaires du musée de Bretagne. Du costume au vêtement, un long cheminement », In Situ, Revue des patrimoines, no 52,‎ 2024, p. 43-60. (ISSN 1630-7305, lire en ligne)

### Catalogues
- Auguste André, Catalogue raisonné du Musée d'archéologie de la ville de Rennes, Rennes, 1865 (BNF 30018858).

- Auguste André, Catalogue raisonné du Musée d’archéologie de la ville de Rennes, Rennes, 1868, 1re éd. (BNF 30018859, lire sur Wikisource, lire en ligne).
- Auguste André, Catalogue raisonné du Musée d’Archéologie et de Céramique, Rennes, 1876, 2e éd., 514 p. (BNF 30018860, lire sur Wikisource, lire en ligne).
- Paul Banéat (dir.), Catalogue du Musée archéologique et ethnographique, Rennes, 1909, 3e éd., 493 p. (BNF 31758145, lire en ligne).
- Paul Banéat, Catalogue du Musée archéologique et ethnographique, Rennes, 1932, 4e éd., 159 p. (BNF 33645594).

### Catalogues d'exposition
- Jean-Yves Veillard, Celtes et Armorique, Rennes, musée de Bretagne, 1971
- musée de Bretagne, Connaissez-vous votre ville?, Rennes, Musée de Bretagne, 1975, 36 p..
- Jacques Briard, Yvan Onnée, Jean-Yves Veillard, L'âge du bronze au musée de Bretagne, Rennes, musée de Bretagne, 1977
- Erwan Le Bris Du Rest, Enseignants et enseignés, Rennes, musée de Bretagne, 1977
- Jean-Yves Veillard, Rennes au XIXème siècle : urbanisme et architecture, Rennes, service reprographie de la Ville de Rennes, 1979
- (fr + en + de) Ploumanac'h-Marée noire 1980, Rennes, Musée de Bretagne, 1980, 15 p..
- Plogoff en Cap Sizun, Rennes, Musée de Bretagne, 1980, 4 p..
- musée de Bretagne, Instants quotidiens : photographies de Georges Dussaud, Rennes, Musée de Bretagne, 1981, 4 p..
- Des Tziganes, Rennes, Musée de Bretagne, 1982, 4 p..

- Laurence Prod'homme, Collectionneur d'affiches, Rennes, Éditions Apogée, 1996, 285 p. (ISBN 2-909275-70-1 et 2-901429-22-X, OCLC 300755075, BNF 36163480).
- Musée de Bretagne, Les bretons et l'argent, éditions de l'apogée, Rennes, 2011[87].
- Musée de Bretagne, Reflets de Bretagne. Les collections photographiques du musée de Bretagne, éditions Fage, Rennes, 2012[88].
- Musée de Bretagne, Terre-neuve, Terre-neuvas, éditions Illustria, Rennes 2013[89].
- Musée de Bretagne, Bretagne express. Les chemins de fer en Bretagne 1851-1989, éditions Fage, Rennes, 2016[90].

### Archives INA
- « Le Musée de Bretagne » [vidéo], sur ina.fr, France 2, 20 heures le journal, 24 mars 2006
- « Musée de Bretagne » [vidéo], sur ina.fr, Office de radiodiffusion télévision française, Télé ouest panorama, 2 mai 1964
- « Visite au musée de Bretagne » [vidéo], sur ina.fr, Radiodiffusion-télévision française, JT 13H, 29 juin 1960 (muet)

### Sites internet
- Portail des collections du musée : http://www.collections.musee-bretagne.fr/index.php
- Film, "des collections en partage, musée de Bretagne"

### Bases de données
- Site officiel
- Ressource relative aux beaux-arts :   - Union List of Artist Names
- Ressource relative au tourisme :   - Muséofile
- Notices d'autorité :   - VIAF
  - ISNI
  - BnF (données)
  - IdRef
  - LCCN
  - Israël
  - WorldCat